# Histoire de la Sardaigne
Vous lisez un « article de qualité » labellisé en 2006.
L’histoire de la Sardaigne est ancienne (depuis le Paléolithique inférieur) et particulièrement riche. Le peuplement stable de la Sardaigne résulte de mouvements de population de la culture de la céramique cardiale qui se sont produits vers 6000 av. J.-C. en provenance de la péninsule italienne. Mais il s'est poursuivi, au fil des invasions, pour donner le peuple sarde.
On peut trouver deux types d'origines supposées du nom de l’île. En effet, la première, qui est plus de l’ordre du mythe, provient du terme Ichnusa (Ιχνούσσα / Ichnoússa) ou Sandàlion (Σανδάλιον / Sandálion) qui dérive de la racine grecque qui signifie trace de pied. Ce terme fait référence à la forme de l’île, « par la ressemblance grossière que les anciens trouvaient entre sa forme et celle de l’empreinte d’un pied d’homme ».
Mais une seconde origine viendrait d’un chef berbère d’Afrique du Nord (la Libye antique, à l'ouest du Nil) appelé « Sardus, prétendu fils d’Hercule », qui établit une colonie au sud de la Sardaigne. Sardus fut vénéré, à tel point qu'« on lui érigea des statues dans l’île, avec cette inscription, Sardus Pater ».
Une autre thèse alternative à cette dernière serait que le nom de l'île dérive du Peuple de la mer de Shardanes,.

## Préhistoire et protohistoire

### Paléolithique et mésolithique

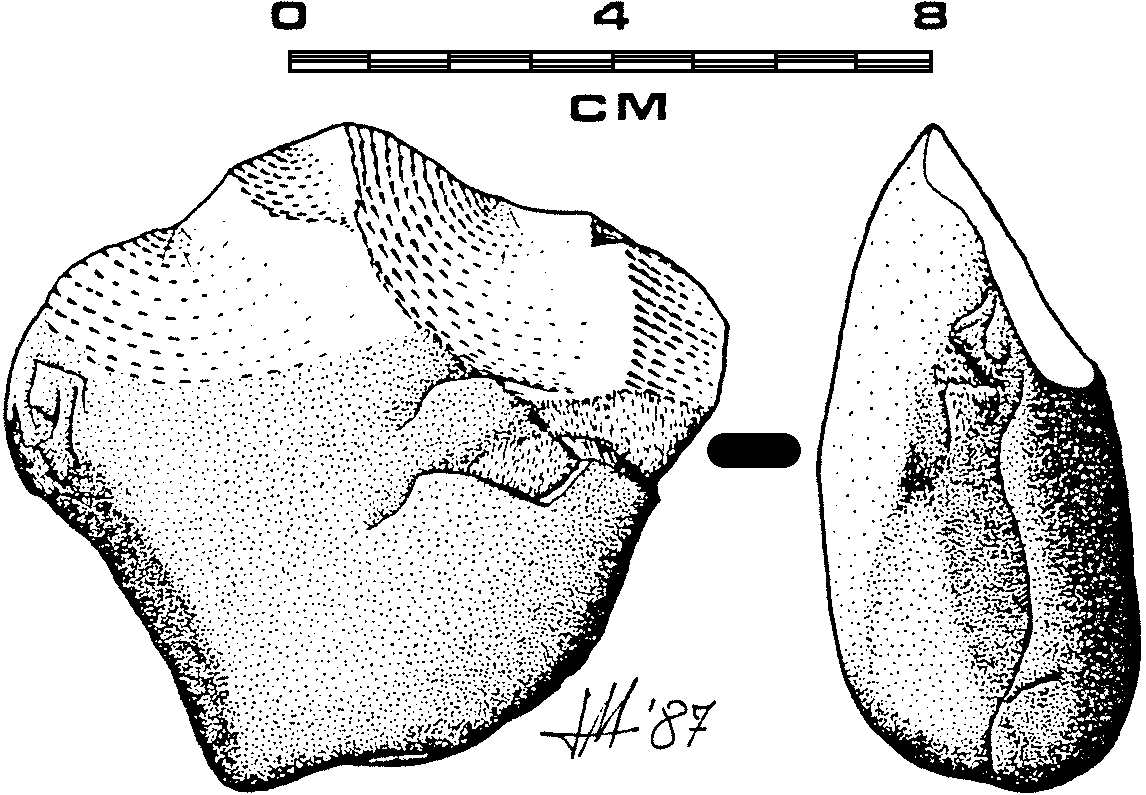
Exemple de galet taillé de l'Acheuléen espagnol.

La découverte à Perfugas (province de Sassari), de galets taillés selon la méthode clactonienne a conduit certains archéologues à envisager une présence humaine en Sardaigne dès le Paléolithique inférieur (entre 400 000 ans av. J.-C. et 150 000 ans av. J.-C.). Cette découverte n'est toutefois pas acceptée de tous, car ces assemblages de pierres taillées sont caractéristiques des faciès d'acquisition de silex sur les gisements naturels et n'ont, de ce fait, aucune valeur chrono-culturelle : de tels assemblages existent à toutes les périodes, paléolithiques comme néolithiques. Dès lors, les dates du premier peuplement humain varient suivant les sources.
Les fouilles réalisées à Oliena, dans la province de Nuoro, à l'intérieur de la grotte Corbeddu (nommée ainsi en souvenir du bandit sarde Giovanni Corbeddu Salis), ont permis de mettre au jour des restes humains dans une couche datant du Paléolithique supérieur (entre 35 000 ans av. J.-C. et 10 000 ans av. J.-C.), mais les ossements n'ont pas été datés directement et de nombreux chercheurs les considèrent comme plus récents, datant du Mésolithique ou du Néolithique. En 2020, les restes humains les plus anciens connus en Sardaigne remontent à environ 20 000 ans. Ils proviennent de deux sites : Porto-Leccio, fouillé par C. Tozzi (1996), et Su Coloru, fouillé par P. Fenu et ses collaborateurs (2000)[réf. souhaitée].

### Néolithique et chalcolithique: la culture prénuragique
C’est durant le Néolithique que l’on peut véritablement parler d’installation humaine sur l’île, et non plus simplement de présence ou de fréquentations. Vraisemblablement, des populations d’Italie centrale tirrenique se sont déplacées vers la Sardaigne.
Ce peuplement initial est le fait de groupes d'agriculteurs qui, vers 6000 av. J.-C., importent dans l'île les animaux domestiques et le blé et qui s'installent durablement dans les plaines fertiles où ils érigent les premiers villages.

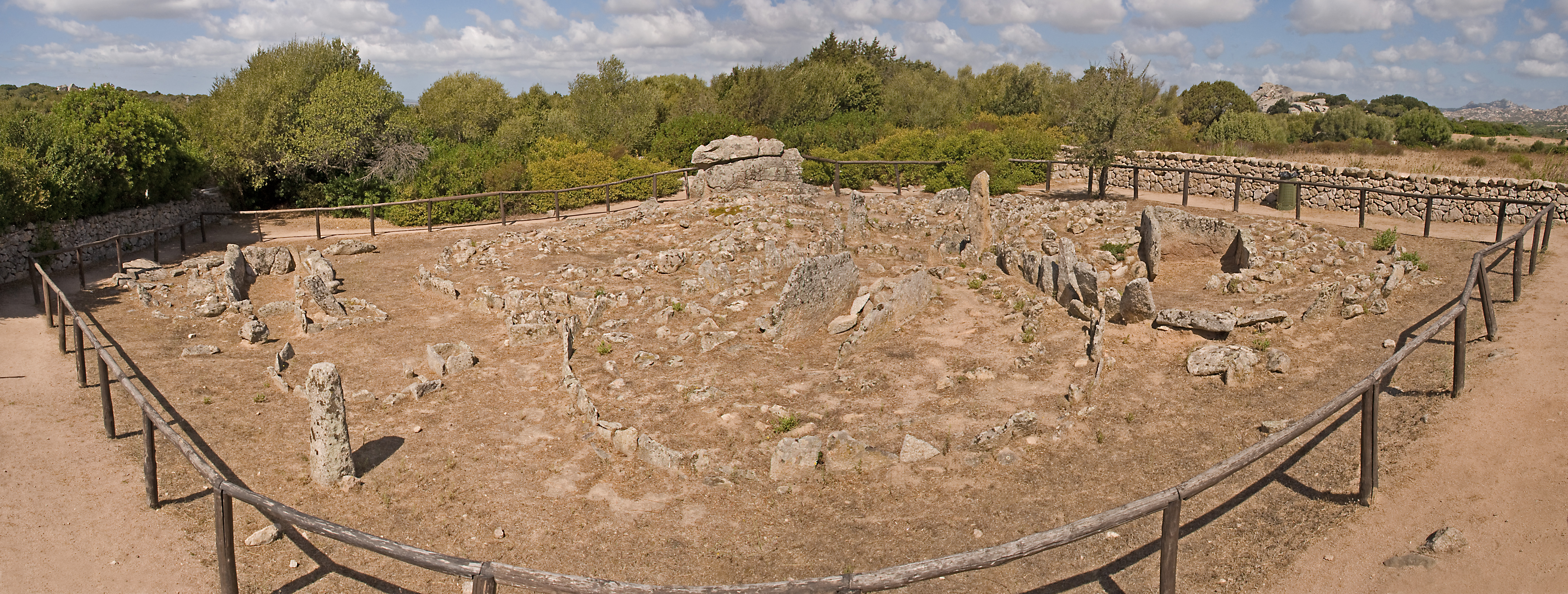
Cercles funéraires de Li Muri, culture d'Arzachena.

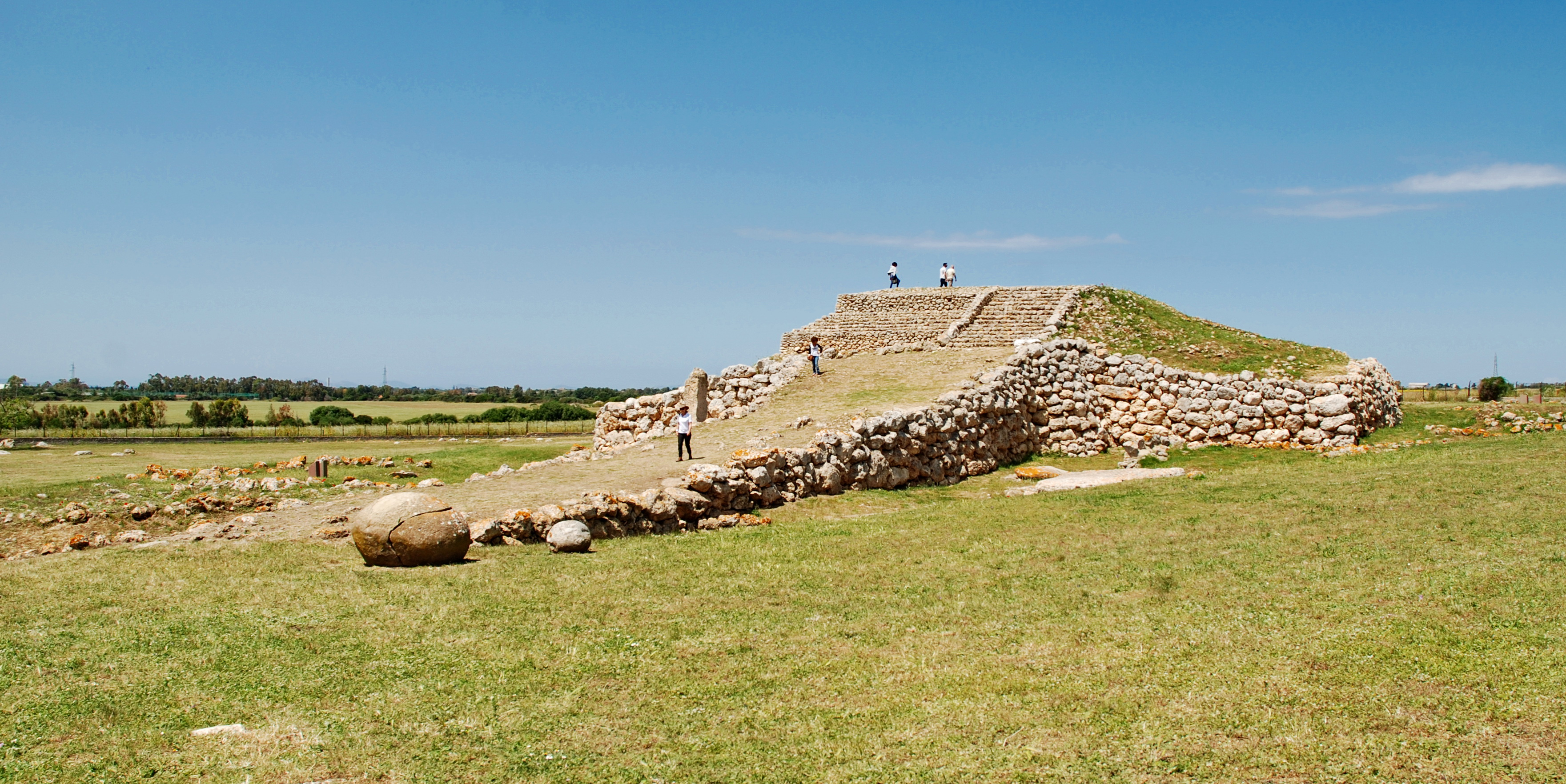
Mont d'Accoddi, Sassari.

La culture prénuragique correspond à une longue période qui débute vers -6 000, pour finir vers -1 855. À cette époque, les premiers assemblages de poterie néolithique se répandent dans toute la Méditerranée occidentale, y compris la Sardaigne, en particulier les récipients décorés d'empreintes de coquille de cardium caractéristiques de la culture de la céramique cardiale, avec des dates de radiocarbone indiquant une rapide expansion maritime vers l'ouest autour de 5 500 avant notre ère. Pour l'historien Francesco Cesare Casula (it), « c’est pour cela, si on peut dire, qu’en Sardaigne il n’y eut jamais un unique peuple, mais plusieurs peuples ».
Néanmoins, les études génétiques récentes (2019) montrent que la Sardaigne a reçu un afflux initial de populations d'ascendance néolithique, puis est restée relativement isolée des expansions du néolithique et de l'âge du bronze qui ont eu lieu en Europe continentale. C'est également la raison qui explique que la population moderne de l’île est remarquable par le fait que les individus néolithiques de l'Europe continentale sont plus proches des Sardes que de toutes les populations européennes actuelles. Il est estimé que 56 à 62 % de l'ascendance des populations sardes contemporaines provient de ses premiers agriculteurs.
Les Sardes de cette époque pratiquent l’agriculture et l'élevage. Les récoltes des fruits du pistachier lentisque, permettent par exemple la production d'huile. Les techniques évoluent, notamment grâce aux autres peuples de la mer Méditerranée occidentale avec lesquels des échanges commerciaux, culturels et religieux vont peu à peu apparaître. Les sociétés sardes se spécialisent dans la production de certains biens qu'elles échangent avec les autres communautés méditerranéennes. L'une de ces spécialités est l'exploitation des gisements d’obsidienne du mont Arci, la production de lames en obsidienne et leur diffusion à travers tout le bassin occidental de la Méditerranée, en particulier durant le IVe millénaire av. J.-C..

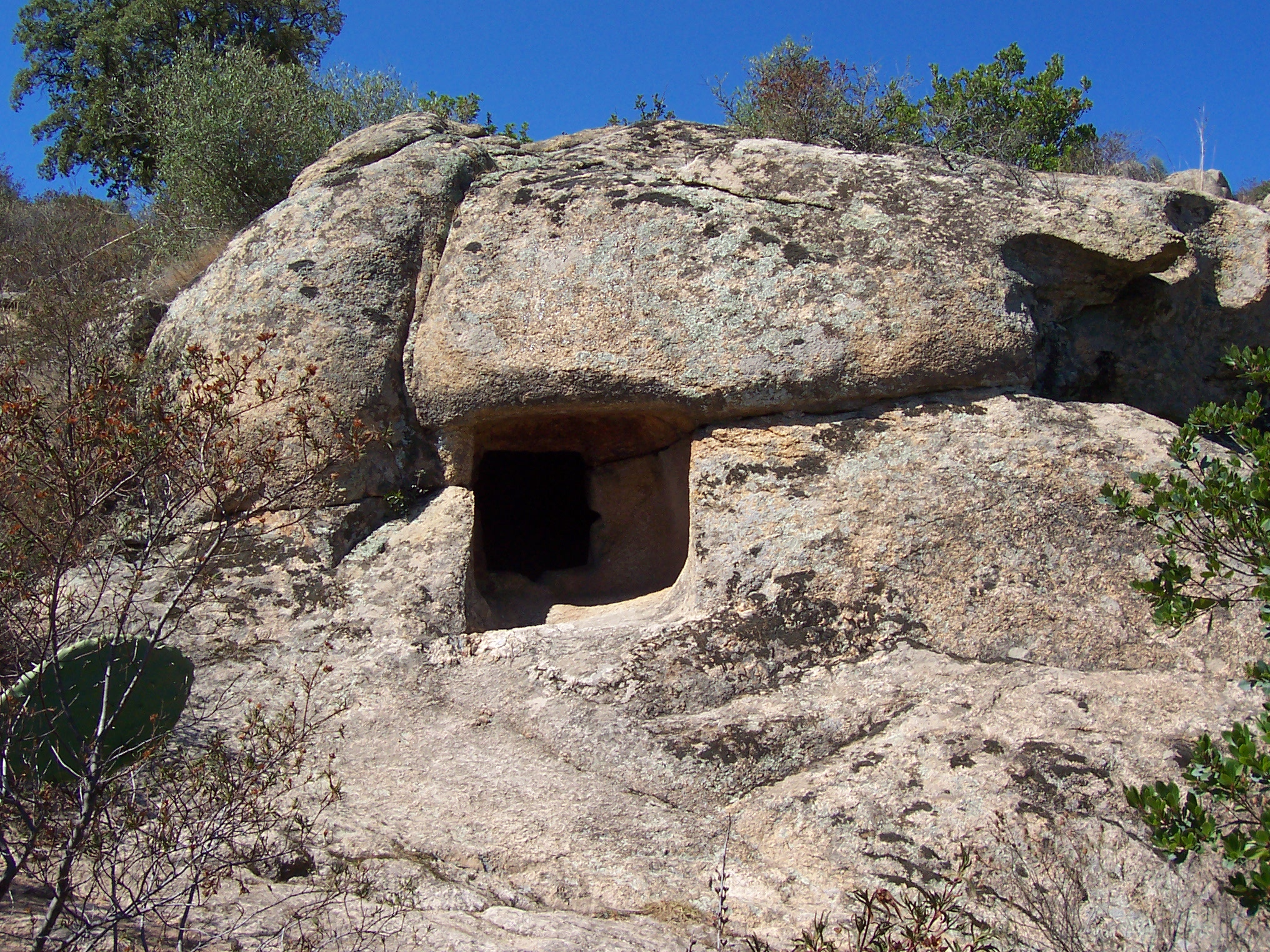
Domus de Janas de Lotzorai.

L'inhumation des morts commence à être mise en place dans des tombes circulaires (cercles mégalithiques ou funéraires), mais ses modalités vont évoluer avec l'arrivée de divinités caractéristiques (les déesses mère), des Domus de janas qui vont peu à peu se complexifier, et enfin de dolmens.
Ainsi la vie sociale se développant, les Sardes vont se regrouper en petites tribus, pour ensuite construire les premiers villages fortifiés, placés sur les hauteurs, constitués de maisons circulaires en pierre. Des évolutions techniques suivront comme le montre la qualité des céramiques, mais aussi des outils.
Avec les dernières civilisations de cette période, on voit apparaître de véritables systèmes de défense et le développement d’armes en métal. Une nouvelle classe sociale dominante est alors créée, celle des guerriers, ce qui témoigne d'une évolution vers une société tournée vers la guerre et non plus simplement agricole ou commerçante.

### Civilisation nuragique
La civilisation nuragique est le pilier de la culture sarde proprement dite. C’est en effet durant cette ère qu’une véritable société voit le jour.
« La Sardaigne appartint au monde mégalithique qui s’exprima à Malte ou à Stonehenge en Angleterre. […] elle évolua de manière originale pour donner naissance à cette civilisation nouragique qui reste encore largement mystérieuse. »
— Roger Joussaume

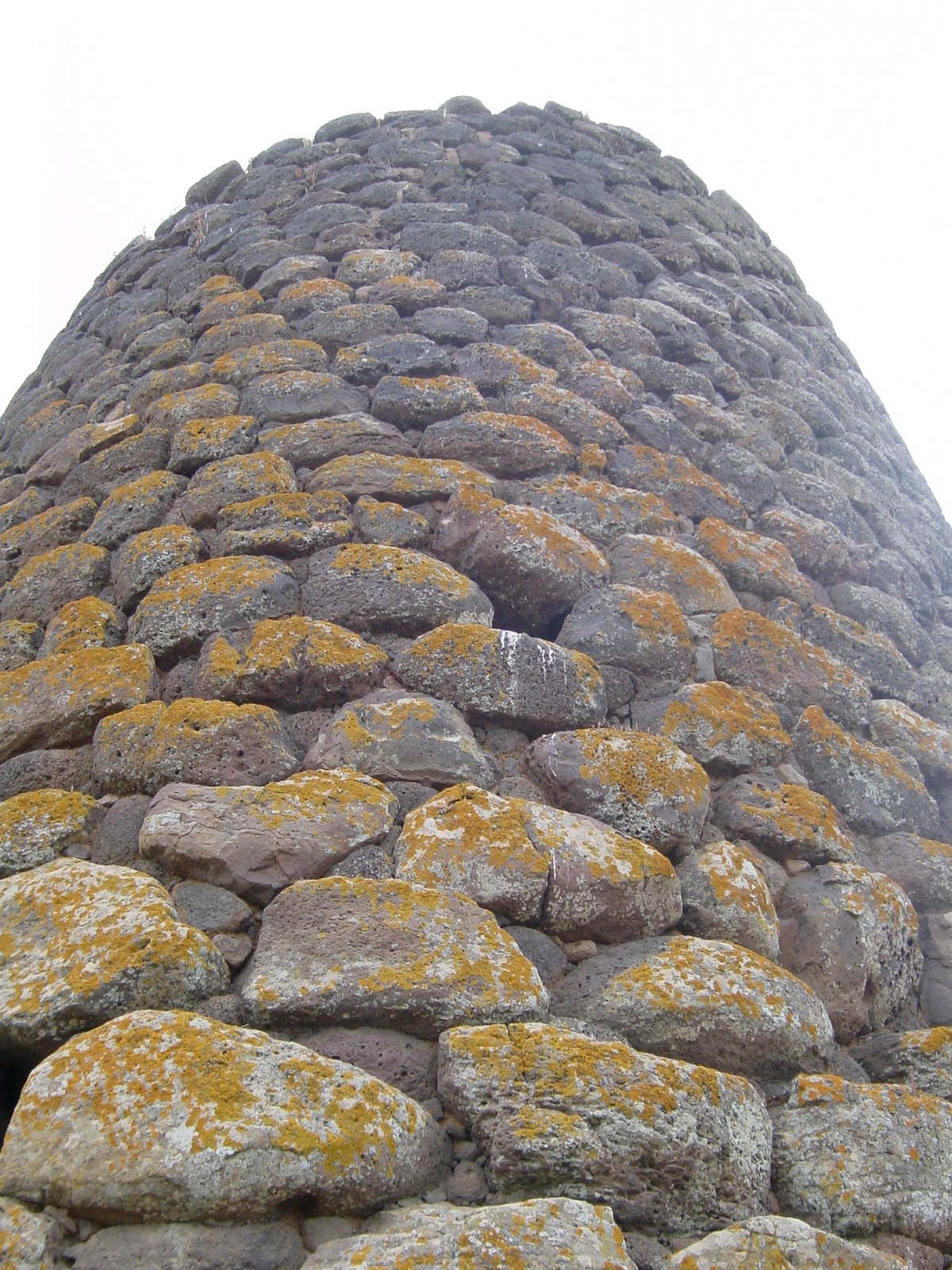
Un nuraghe est un monument en forme de cône tronqué constitué de pierres.

Le terme nuragique (ou nouragique) est issu de l’empreinte la plus marquante de cette société, les imposants nuraghes, que l’on peut trouver dans toute la Sardaigne. Il en reste 7 000 environ et il est certain qu'ils étaient plus nombreux à l'époque. C’est vers -900, que cette civilisation commence à décliner lentement, avec l’arrivée de colonies phéniciennes, pour voir sa fin vers -238, avec l’arrivée du pouvoir romain.

#### Civilisation de Bonnanaro
Cette culture (de -1855 à -1200) marque le début de l’âge nuragique et est reconnaissable « par les vases de pâte brun clair avec des anses à coude » semblables à ceux de la culture de Polada. Cette céramique a été retrouvée dans les Domus de janas — qui ont été réutilisés —, les allée couverte, et les grottes.
Bonnanaro est une civilisation guerrière, comme le montrent les armes en cuivre et en bronze et, bien sûr, les premiers nuraghes (proto nuraghe) construits. Elle se diffuse dans toute la Sardaigne. Cependant l’île est probablement divisée en territoires autonomes les uns des autres, qui commercent ensemble. On peut également penser qu’il y a des guerres entre tribus, ou en tous cas des altercations entre rois-bergers. Ces derniers règnent chacun sur une communauté patriarcale, de bergers ou cultivateurs guerriers, et habitent le nuraghe, tandis que le reste de la population se loge dans de petites huttes en pierre, placées autour de celui-ci.
Plus tard, vers -1490 les nuraghes en tholos, et les tombes de géants à façade font leur apparition, et expriment l’apogée de cette civilisation. On constate l’apparition d’armes importées d’Orient durant cette seconde période de la culture de Bonnanaro, ce qui montre l’existence d’un commerce manifeste qui prend de l’ampleur, et rend la vie économique de bonne qualité. En effet, la Sardaigne de cette période fait partie d'un réseau d'îles (avec la Crète, Chypre et la Sicile) « qui offrent des conditions particulièrement favorables aux échanges. »

#### Culture de la céramique à peigne et protogéométrique
Les vases sont dorénavant finement décorés de cercles et de demi-cercles tracés au peigne. De plus, le développement du culte de l’eau, qui était sans doute préexistant, fait émerger les puits sacrés, véritables temples dédiés à cet élément, où l’offrande d’objets précieux n’est pas rare. Ces temples semblent être des centres de réunion inter-tribus, ce qui révèle l’homogénéité de ce peuple, malgré les diverses coalitions. « Ce culte correspond à l’influence méditerranéenne, et […] aurait ici un caractère thérapeutique et magique ».
La société nuragique se complexifiant, on trouve à présent deux structures importantes dans certains villages. La première est la salle du conseil (exemple du village nuragique de Barumini), qui sert à réunir les chefs de familles afin de régler les problèmes de la communauté. La seconde est la salle du conseil fédéral, qui a pour fonction de traiter les affaires qui concernaient l’ensemble du peuple nuragique, en réunissant les chefs des tribus.

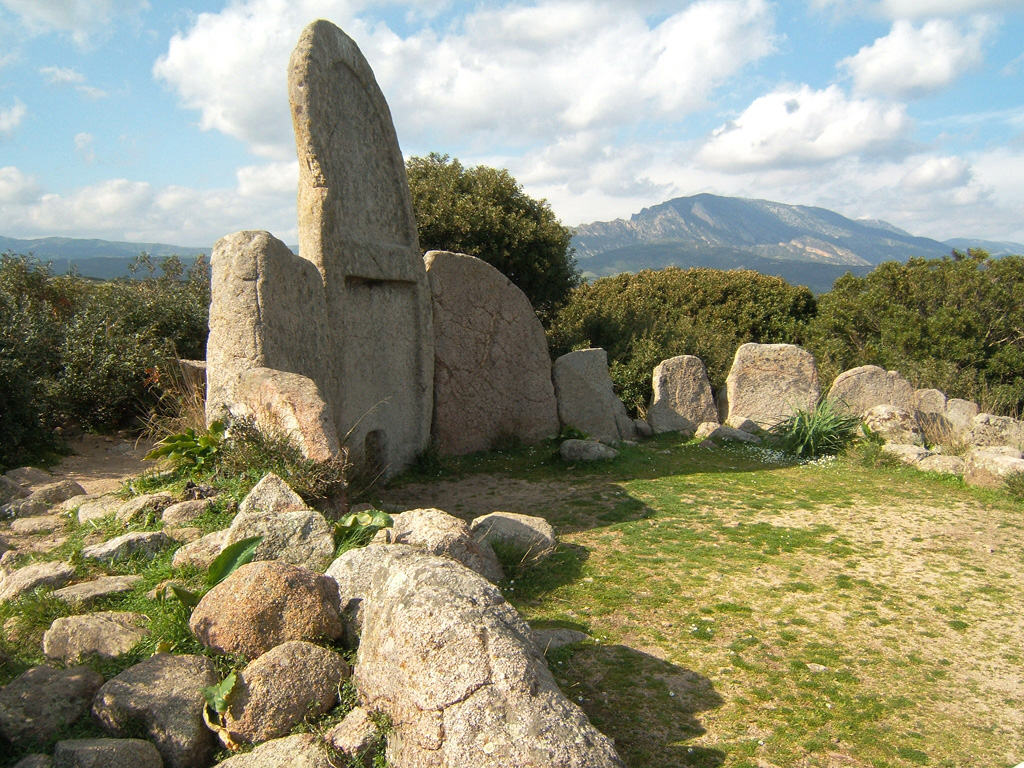
Tombe de géant à façade Sa Ena e’ Thomes.
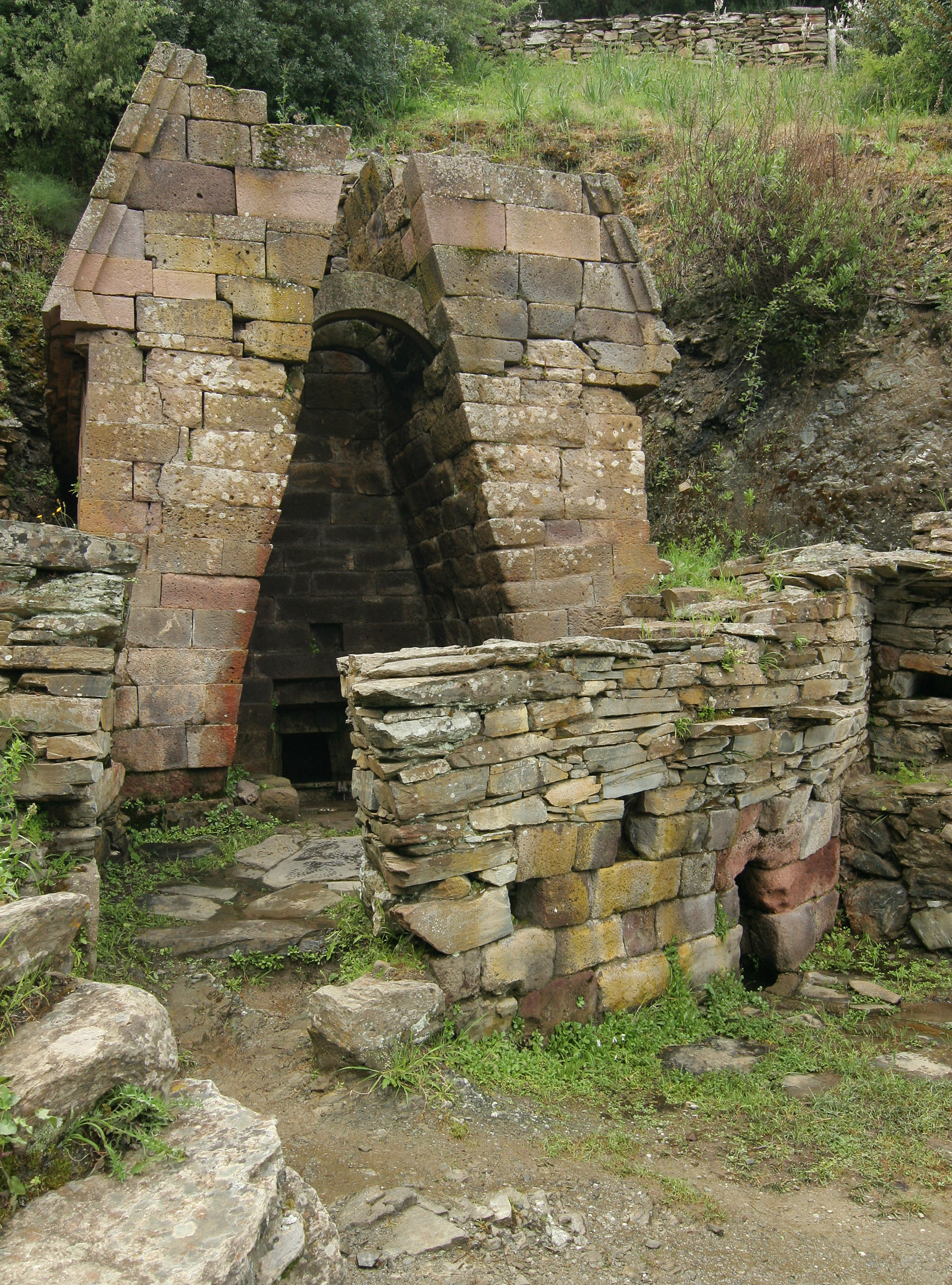
Puits sacré de Sardaigne.
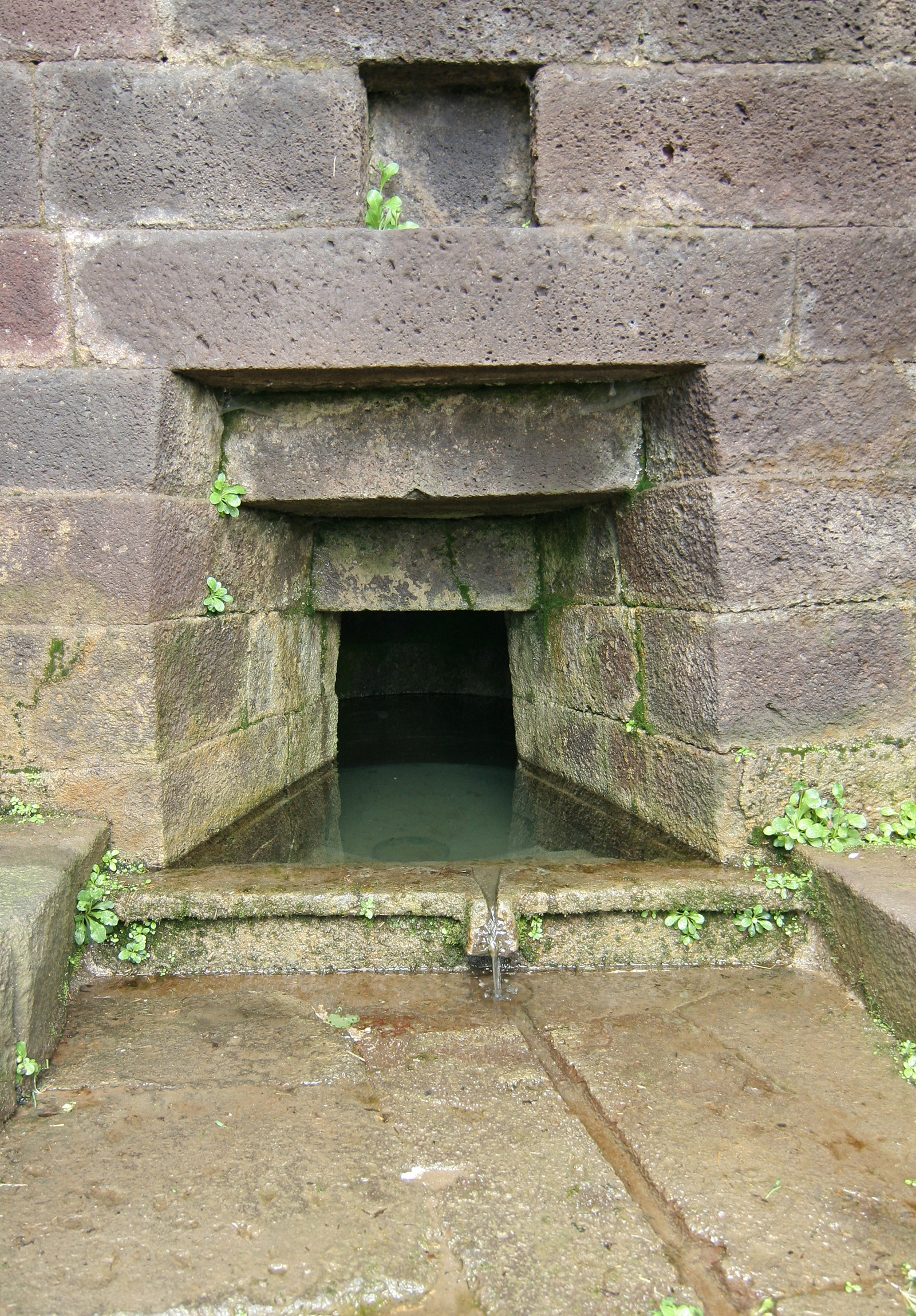
Détail du puits sacré.

## Histoire
C’est vers 600 ans av. J.-C., que la Sardaigne découvre l’écriture par l’intermédiaire des Phéniciens. C’est cet apport qui fait passer l’île de l’âge protohistorique à l'âge historique.

### Antiquité
L’Antiquité commence par la domination phénicienne. Elle est donc à cheval entre la fin de l’âge nuragique, et la domination romaine. C'est durant cette période que les Sardes auraient été initiés à l'extraction d'huile d'olive, à l'apiculture, et à cailler le lait de brebis.

#### Mythologie
Dans la mythologie grecque, la Sardaigne est probablement la terre des Lestrygons, un peuple de géants anthropophages apparaissant dans L'Odyssée d'Homère.

#### Colonisation phénicienne d'une partie de littoral
Les Phéniciens, peuple marchand, connaissent déjà bien la Sardaigne, pour y accoster régulièrement depuis au moins un siècle pour passer la nuit ou en cas d’avarie. En effet, la Sardaigne tient une position stratégique sur la route commerciale maritime de l’Europe, et en particulier de la Bretagne (l’actuelle Grande-Bretagne), de plus « la Sardaigne avait des ports nombreux et commodes, de vastes pâturages au bord de la mer ». Au fur et à mesure des années, les Phéniciens commencent à installer de véritables villes côtières, surtout dans le Sud et l’Ouest de l’île (Karalis, Bithia, Nora, Sulky, Tharros, etc.) et ceci avec l’aval des tribus locales, qui profitent alors du commerce. C’est donc à partir de -900 que les échanges commerciaux se multiplient, et le travail des métaux se développe. C’est d’ailleurs vers cette date que les petits bronzes font leur apparition. Ce sont les Phéniciens et non les Sardes qui profitaient des bienfaits de la mer comme la pêche du thon ou de la sardine (nom dérivé de Sardaigne). Les Phéniciens sont aussi les premiers à mentionner par écrit le nom de l’île, Srdn (stèle de Nora).
Tant que ces commerçants restèrent sur le littoral, la cohabitation était bonne, mais les Phéniciens ont commencé à s’intéresser aux ressources de l’intérieur des terres, et ont envisagé de conquérir l’île dans son intégralité. Cependant, le peuple nuragique a opposé une telle résistance, que la Phénicie n’a pu faire autrement que de demander l’aide de Carthage. La relation qu’entretiennent les Phéniciens avec la Sardaigne est particulière, dans le sens où , la plupart du temps, ce peuple ne s'intéresse que très peu à l'intérieur de terres colonisées, par souci de sécurité que leur apporte la mer. Ainsi, l'île sarde est l'exception où l'on voit apparaître des fortifications phéniciennes.

#### Domination carthaginoise

Hors cette région, la Sardaigne a été entièrement dominée par Carthage vers -523.

Les Phéniciens sont à l'origine de la civilisation carthaginoise, qui devient une cité très puissante. C’est alors en -545 que le général carthaginois Malco tente de débarquer en Sardaigne, mais il se fait repousser violemment par le peuple nuragique, ce qui va marquer le début de nombreuses années de guerre. « Le jeu de Carthage fut donc de faire alliance avec les insulaires » des côtes, c’est-à-dire les Phéniciens. Il faut attendre 10 ans pour que l’on parle d’un réel début de domination carthaginoise, et en -523 on peut parler d’occupation quasi complète. Seule la région montagneuse de l’est de l’île résiste toujours. Dès lors, les ports phéniciens deviennent de véritables cités portuaires. De plus, les Carthaginois développent l’agriculture céréalière sur les terres fertiles de Sardaigne, en utilisant comme esclaves une part des populations locales, et en demandant des taxes importantes aux autres.

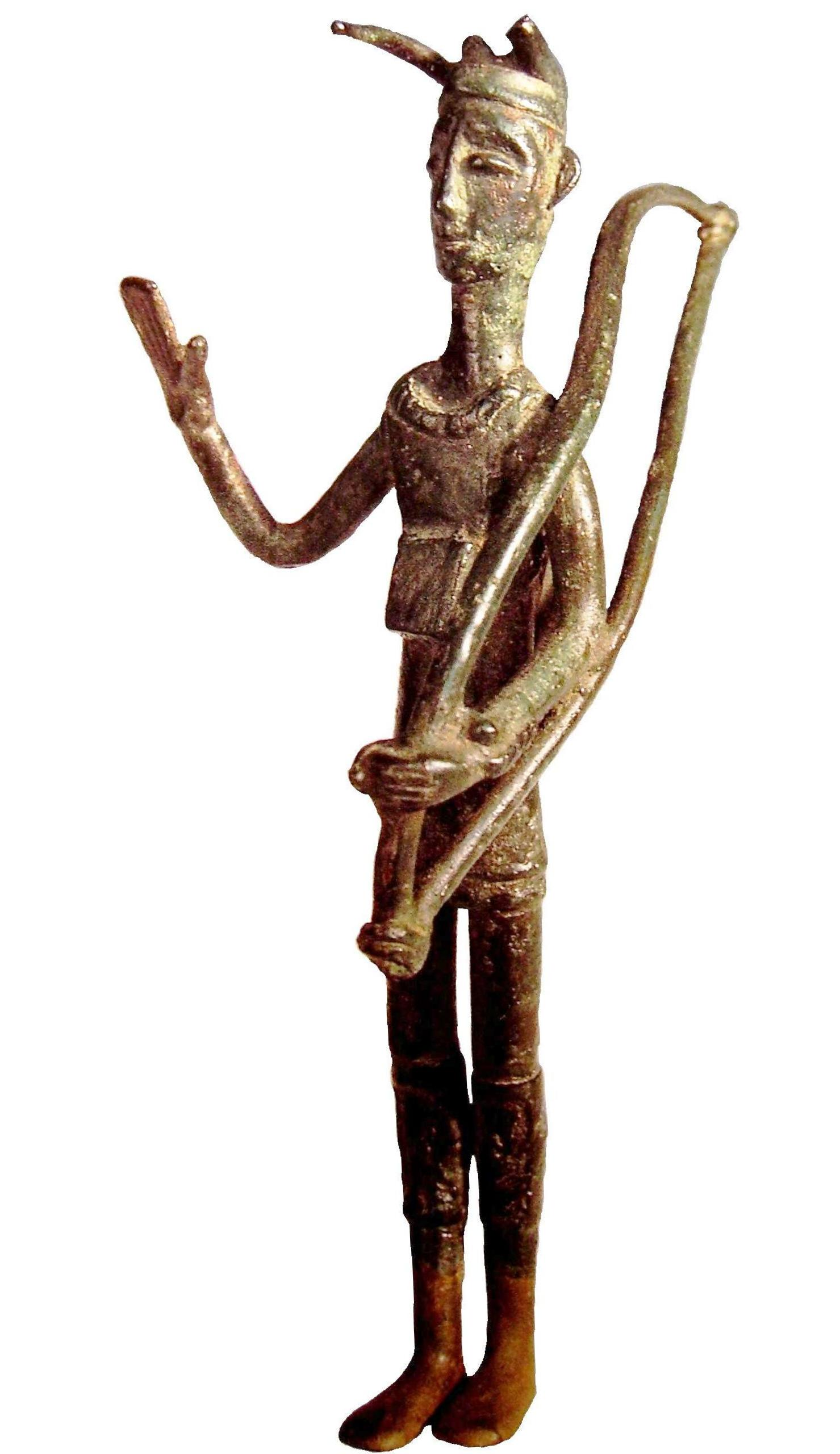
Statuette en bronze sarde, exposée au musée archéologique national de Cagliari.
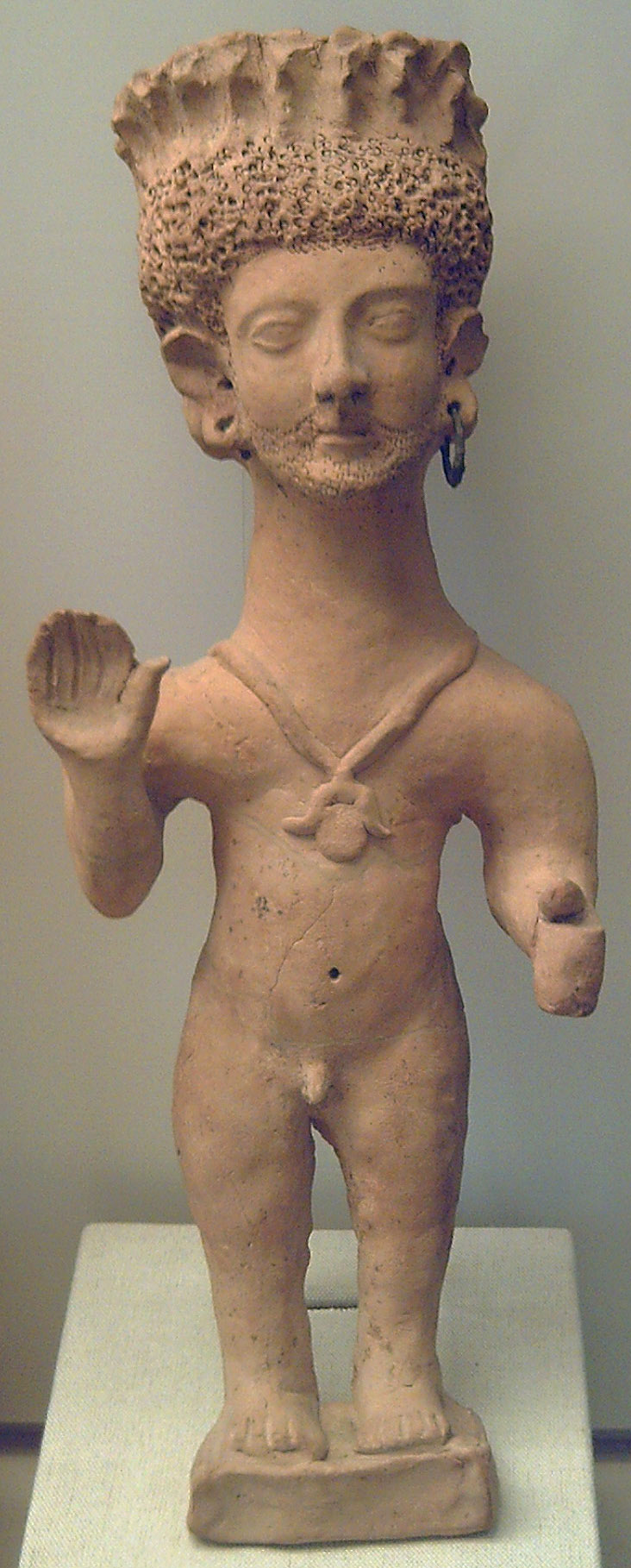
Exemple de statuette en terre cuite carthaginoise.

Les forces puniques se sont toujours efforcées de maintenir le peuple nuragique dans les régions montagneuses qui sont bien trop inaccessibles pour être annexées. Ainsi ils ont pu faire de la Sardaigne une véritable base militaire, stratégique du fait de sa position sur les routes du commerce maritime. Carthage a même réussi à négocier « avec les Romains, deux traités par lesquelles ceux-ci s’interdisaient d’aborder dans l’île, à moins d’y être forcés par une bataille ou par une tempête ».
Un réseau routier est mis en place et les villes côtières existantes ont été agrandies, mais de nombreux monuments de la période nuragique sont détruits. Mais « en -259 – -258, les Romains exportent la guerre en Sardaigne et en Corse afin d’affronter les garnisons carthaginoises et afin de piller ces îles. En -249, la Sardaigne est à nouveau pillée. Les Romains manifestent de plus en plus d’intérêt pour ces îles. »
Dans le roman Salammbô, en 1862, Gustave Flaubert relate un épisode dans lequel le pouvoir romain, sous prétexte d’une prétendue préparation d’invasion du Latium par les Carthaginois, envoie ses troupes en Sardaigne. En fait, il profite de l’affaiblissement de Carthage après sa défaite de la première guerre punique, mais surtout d’avoir « appris que les mercenaires de la Sardaigne avaient crucifié leur général, saisi les places fortes et partout égorgé les hommes de la race cananéenne. Le peuple romain menaça la République d’hostilités immédiates, si elle ne donnait douze cents talents avec l’île de Sardaigne tout entière ». C’est alors que Carthage aurait cédé ce territoire à la République romaine en -238.

#### Domination romaine

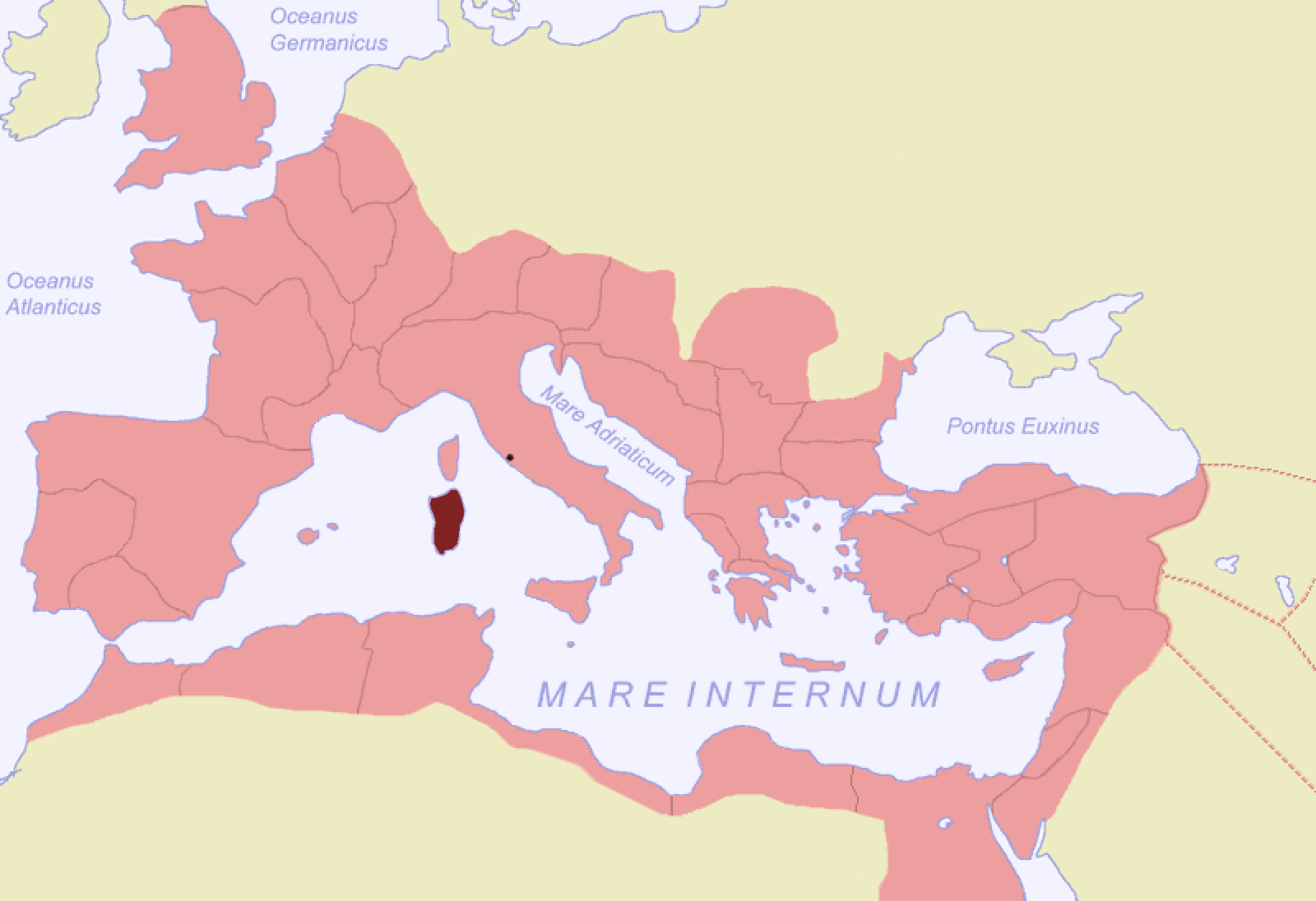
La Sardaigne comme province romaine.

Les légions romaines ont rapidement pénétré toutes les régions sardes, y compris celle de la « Barbaria », qui a donné son nom à l’actuelle Barbagia. Malgré la résistance du « peuple des montagnes », la civilisation nuragique s’éteint alors, sans pour autant constater une soumission totale des Sardes. Ainsi, « Barbaria fut le terme dont Rome qualifia la Sardaigne profonde, car à ses yeux étaient barbares […] les montagnards sardes résolus à défendre leurs coutumes, qui lançaient des razzias dans la plaine jusqu’à ce que l’armée romaine les repoussât ». De nombreuses révoltes éclatent durant cette domination, mais elles sont toutes fortement réprimées.

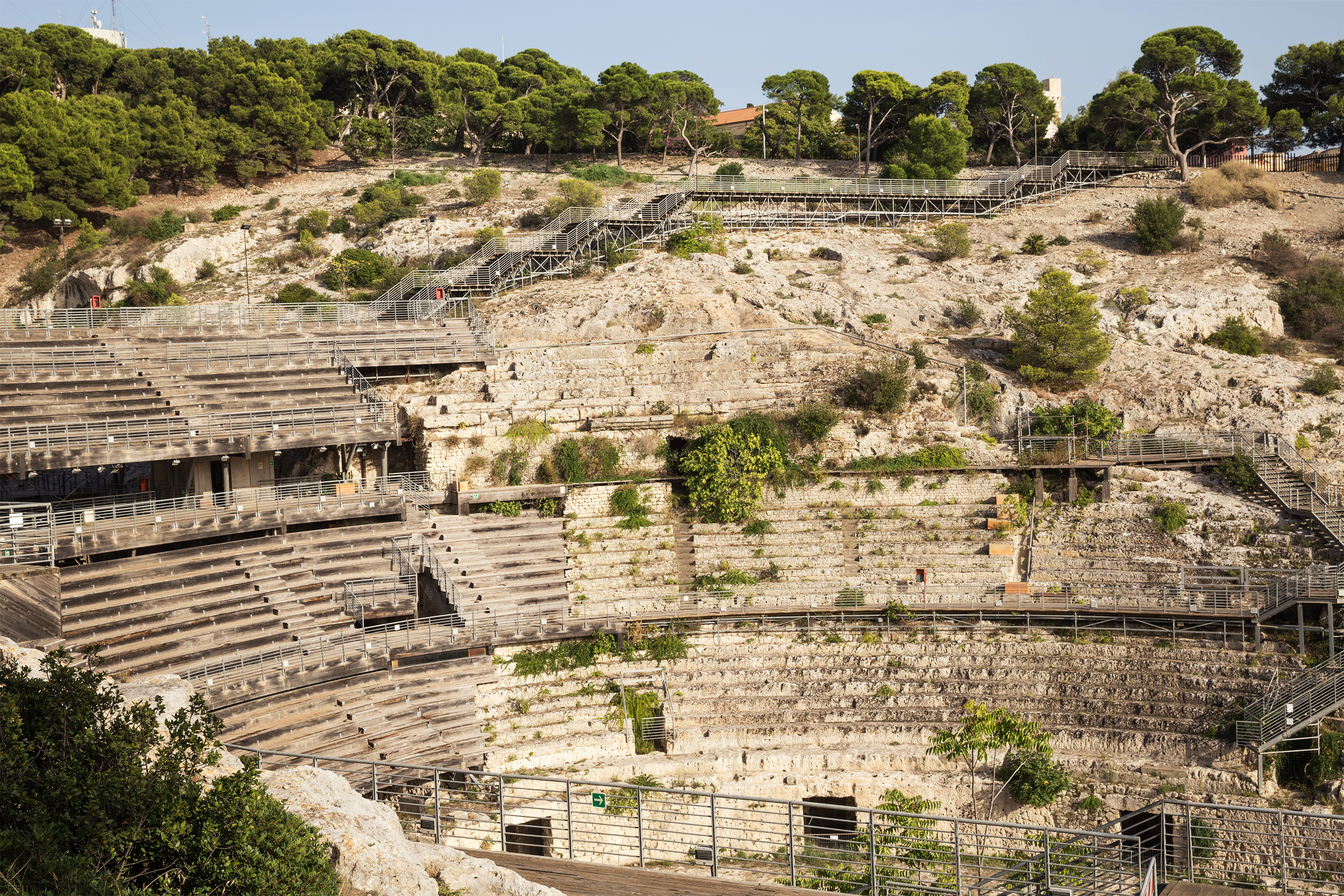
Amphithéâtre romain de Cagliari.

La révolte la plus importante est sans doute celle de -215, où Sardes et Carthaginois se sont unis pour expulser les Romains de l’île. Cependant, le jour de la bataille, les Carthaginois, ayant essuyé une tempête, arrivent trop tard. Ainsi les Romains, en plus grand nombre, triomphent sur cette insurrection. Toutes les révoltes suivantes sont suivies d’une vengeance sanglante des Romains. On peut parler de fin des rébellions vers -31 (époque de l’Empire romain), cependant la « Barbaria » résiste encore et toujours.
Rome développe un réseau routier organisé en Sardaigne, facilitant le déplacement des troupes et des commerçants. Celui-ci a été d’ailleurs utilisé comme base au réseau actuel. Les Romains utilisent abondamment les ressources de la « Sardaigne, inépuisable terre », dont le « sol, fertile et parfaitement cultivé, fournissait jadis à Rome de si beaux blés et en telle quantité que la Sardaigne était alors le grenier d’abondance de la capitale de l’Empire romain ». La ville de Karalis, créée par les Phéniciens, est à cette époque la plus importante de l'île. Au-delà, des amphithéâtres sont bâtis, et la religion chrétienne est importée par les milliers de dissidents juifs et chrétiens bannis dans l’île par vagues : « C’était pour les Juifs une idolâtrie. […] Tibère avait eu raison d’en exiler quatre cents en Sardaigne ». Cette croyance se diffuse et convertit de nombreux habitants. Aujourd’hui encore la ferveur sarde est très présente. C’est en 227 que la Corse-Sardaigne devient une province romaine (dans le sens statutaire). Mais à mesure que l’Empire perd ses forces, il abandonne petit à petit l’île sarde.

#### Domination vandale

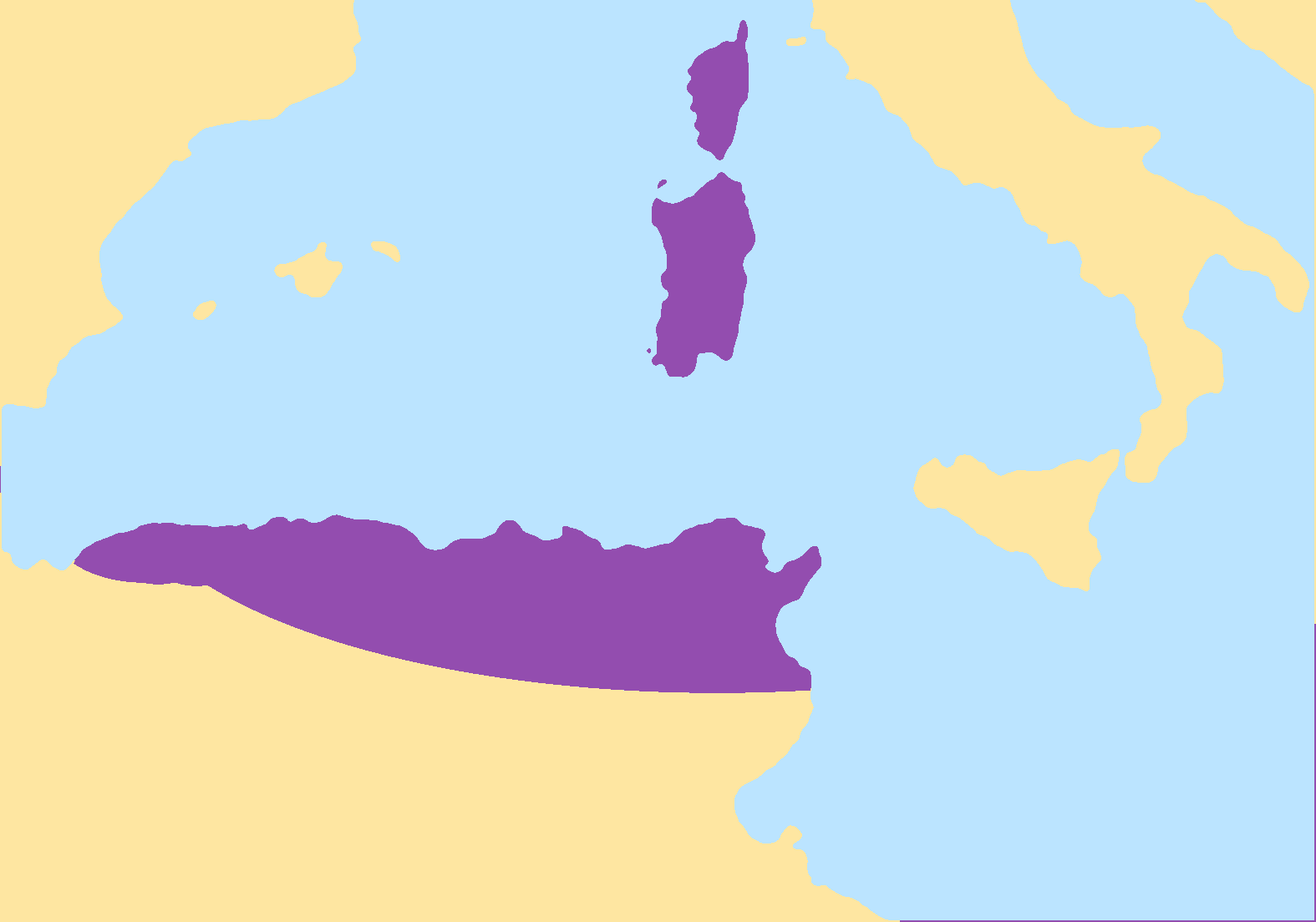
Emplacement approximatif de l’Empire vandale d’Afrique vers 455.

Les Vandales d’Afrique, d’origine germanique, sont un peuple migrant vers le sud durant tout le Ve siècle. Ainsi, ils envahissent successivement la Gaule, l'Espagne, et enfin l'Afrique du Nord, où ils s’établissent et prennent Carthage en 439. Entre Rome et le Royaume vandale, le conflit pour le contrôle de la Méditerranée est omniprésent. Mais l'Empire romain décline, et ainsi quand « en 442 l'établissement d'un nouveau traité aux termes duquel l'ex-Afrique romaine fut partagée entre l'Empire et le roi vandale », ce dernier est alors en situation de débarquer et occuper la Sardaigne en 456, grâce à la flotte de guerre capturée à Carthage, qui inflige des razzias à répétition. Rome délaisse alors l'île sans résister et la Sardaigne est divisée au profit de capitaines vandales, qui y règnent en maîtres absolus. Mais les Romains n’oublient pas cette terre stratégique pour autant, et tenteront de la reconquérir plusieurs fois, en faisant en sorte de « favoriser une révolte en Sardaigne ».
La Sardaigne reste une terre d’exil à cette époque. On peut donner l’exemple de Fulgence de Ruspe qui y fut exilé vers 523, pour avoir écrit ses Lettres ascétiques et morales. En 534, sous le règne de Justinien, l’Empire d'Orient, grâce à sa flotte et au commandement du général Bélisaire, prend le dessus sur le royaume vandale, intégrant la Sardaigne à son Exarchat de Carthage.

### Moyen Âge

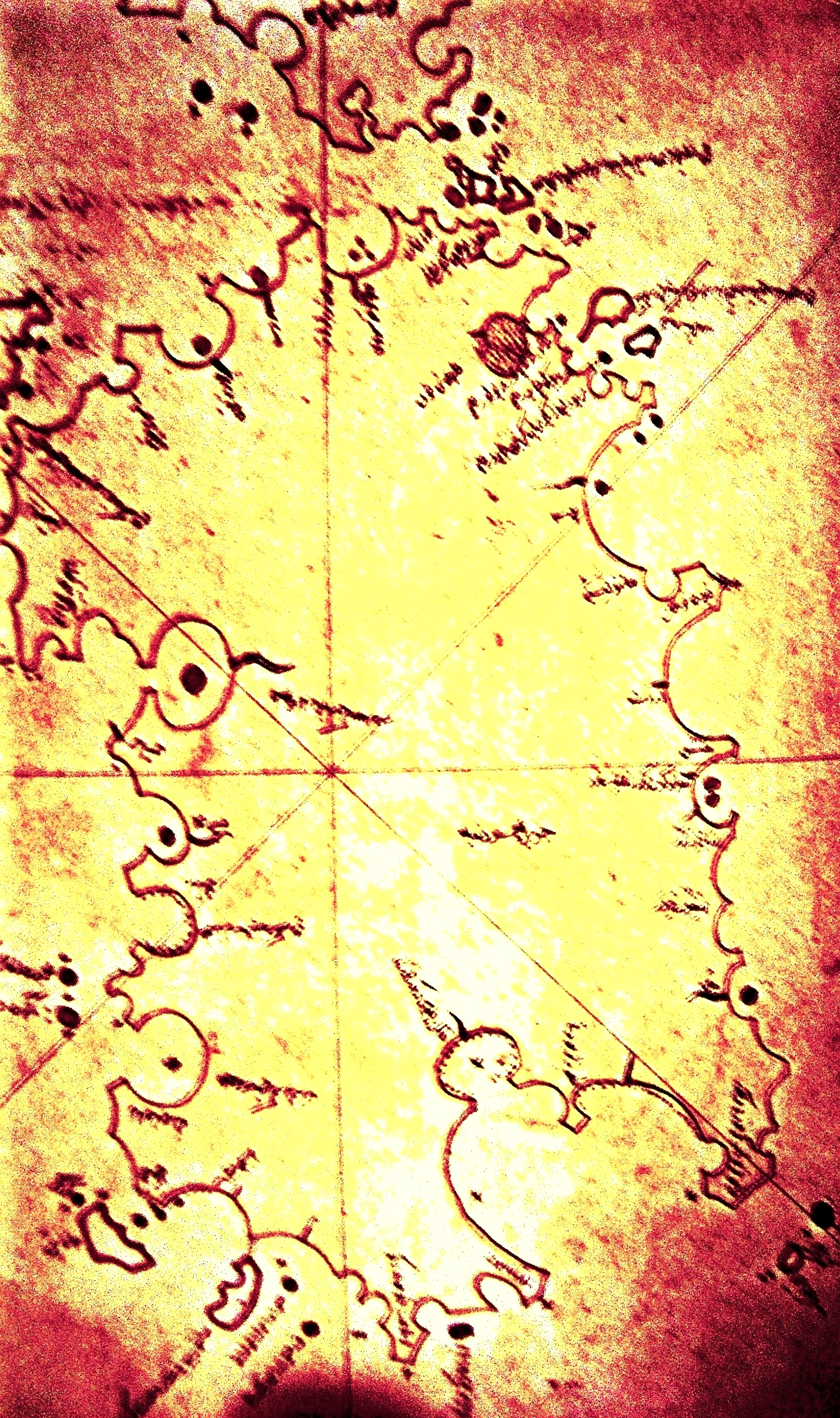
Carte médiévale arabe de la Sardaigne.

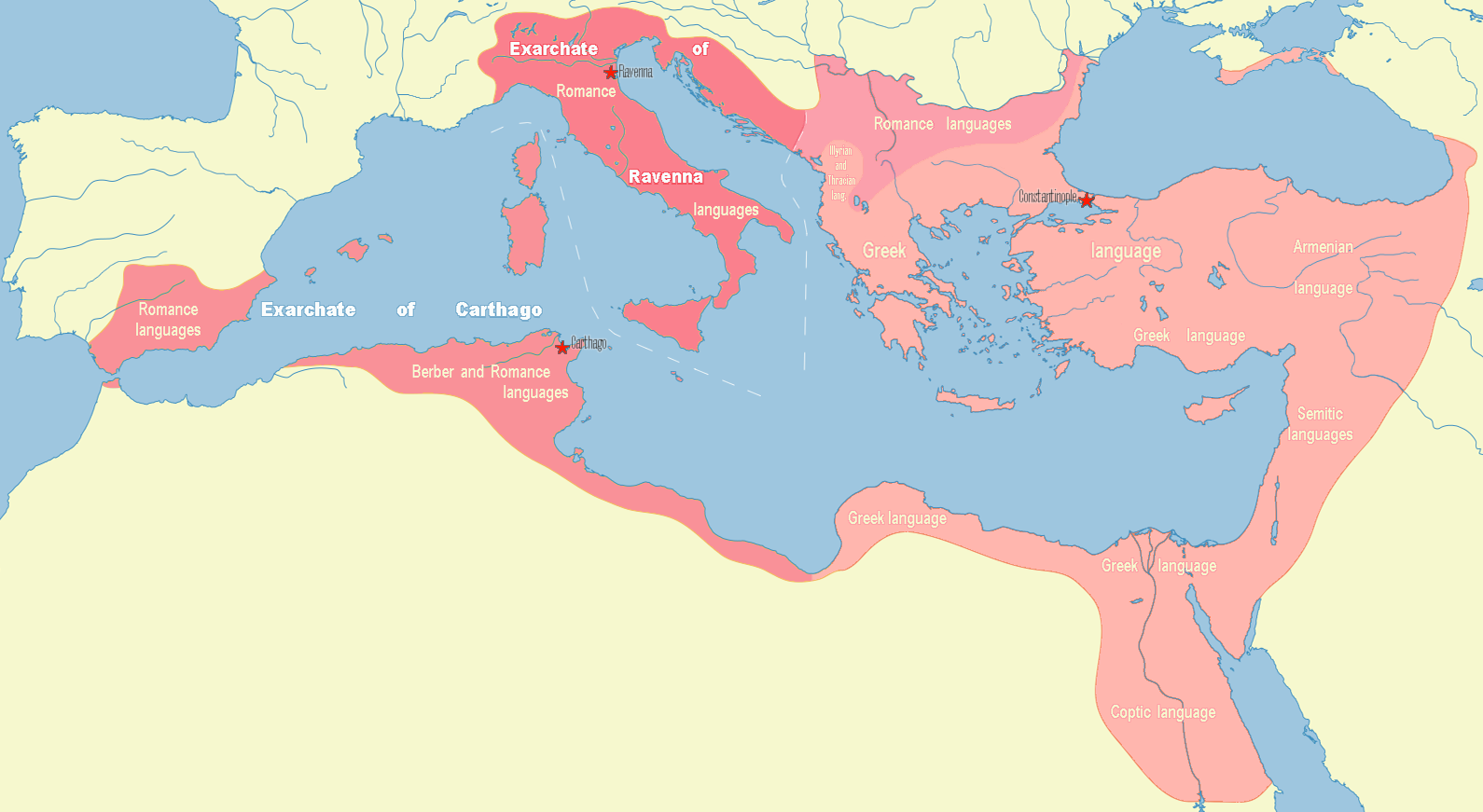
Les conquêtes de Justinien en rose plus foncé à partir de 529.

En Europe, « le Moyen Âge a connu, à vrai dire, une société largement seigneuriale, non encore féodale : ce fut le cas en Sardaigne ». Cette période commence en 476 avec la chute de Romulus Augustule, le dernier empereur romain d'Occident.

#### Domination byzantine et incursion sarrasines
En 533, après avoir sécurisé ses frontières, l'Empire romain d'Orient est victorieux du Royaume vandale. En 534 l'Empire, essayant de retrouver ses frontières occidentales, prend le pouvoir en Sardaigne ce qui, dès 535 lui permet d'entamer la reconquête de l'Italie.
À l'image des préoccupations romaines d'Orient, on constate que le fait le plus marquant de cette domination est la conversion quasi complète des Sardes au christianisme nicéen (alors que les Vandales étaient chrétiens ariens). Ceci est l'apport le plus profond que l'on constate dans la Sardaigne de cette époque.
Seuls les habitants de la « Barbaria » conservent leurs anciennes croyances et coutumes. Cependant, partout ailleurs, on peut observer la construction d’églises inspirées du modèle de Sainte-Sophie (Hagia Sophia) à Constantinople. Parallèlement, on constate l’introduction dans l’île du rite byzantin.
D’ailleurs, aujourd’hui encore à Sedilo, on peut voir la chevauchée dite de s’Ardìa, qui rappelle les courses des hippodromes de Constantinople. Petit à petit, la culture romaine d'Orient (dite « byzantine » depuis 1557) exerce son influence sur la culture sarde, et en particulier sur l’art insulaire.
La Sardaigne fait partie de l’exarchat de Carthage, qui y nomme un préfet civil résidant à Cagliari et un préfet militaire résidant au Fordongianus qui est, depuis les Romains, un rempart fortifié contre les habitants de la « Barbaria ». On trouve le long de ce limes des castrae comme ceux d’Austis, Samugheo, Nuragus et Armungia. Les populations doivent différentes contributions auxquelles s’ajoutent les suffragia, taxations additionnelles par lesquelles les officiels tâchent de récupérer les sommes qu’ils ont dépensées pour obtenir leur fonction.
La période iconoclaste de l'histoire byzantine, au cours du VIIIe siècle, représente pour l’Empire une crise, tandis que les Arabes prennent, petit à petit, le contrôle des côtes méridionales de la mer Méditerranée. Ainsi la Sardaigne ne bénéficie plus de la protection de l'exarchat de Carthage et est donc forcée d’organiser elle-même sa défense contre les envahisseurs, dont la première attaque a lieu le 27 octobre 710. Bien qu’ils restent presque soixante-dix ans en position dominante, les Arabes doivent faire face en 778 à une révolte populaire qui les chasse rapidement de l’île. Une nouvelle et dernière tentative de conquête arabe échoue en 821.

#### Les Judicats
On ne connaît pas précisément la date de création des judicats, régions autonomes dont la présence est attestée en 851, même s’il est probable que leur apparition remonte à la période byzantine (le terme et l'institution se retrouvent d'ailleurs dans les Balkans : voir judets). Chacun des quatre judicats : Logudoro, Gallura, Arborée et Calaris, est gouverné par des « juges » (judikes en sarde, du latin médiéval judex, lui-même issu du latin judicium). Ces judikes sont élus par le parlement sarde appelé Corona de Logu (it). En effet « en Sardaigne, des dynasties de chefs indigènes avaient découpé l’île en judicatures ».
Les Judicats sont alors composés d'un territoire dit logu, divisé en curadorias dirigés par les curadore (autorités surtout judiciaire), formées de plusieurs villages appelés des biddas. Les curatore nomment le majore (le maire) c'est-à-dire le chef du village. Celui- ci est compétent en matière d'investigations judiciaires. Les Judicats sont également subdivisés en districts administratifs, électoraux et juridictionnels qui s'appellent les curadorìas ou curatorìas, dirigées par des curadores qui sont soit nommés, soit, pour le moins, approuvés du Juges. Le curadore est un fonctionnaire du Judicat, dont le mandat est limité dans le temps de façon fixe. Il a autorité sur les perceptions fiscales, sur l'action judiciaire pénale et civile, sur les organes de police et sur l'enrôlement dans l'armée.

Les quatre Judicats sardes.

La taille de ces districts est définie pour faire en sorte que la population résidant dans chaque curatoria soit approximativement égale. Par conséquent on constate des mouvements frontaliers dus au changement des taux locaux de croissance démographique. Les hommes libres de chaque curatoria se réunissent périodiquement en assemblée afin d'élire leur représentant auprès de la couronne de logu. Les centres d’habitation sont les biddas, les villages. On en compte neuf cents et plus jusqu'en 1000 environ, mais dont le nombre se réduit à trois cent quatre-vingts environ, à la suite de la peste, de la guerre et de la répression après la conquête aragonaise de l’île. C’est un système administratif extrêmement efficace de gestion du territoire, mais qui disparaîtra au cours du XIVe siècle et surtout du XVe siècle, par la mise en place du système féodal aragonais. La période des Judicats est celle où se développe la langue sarde qui devient la langue la plus parlée. En fait remonte à cette période (environ entre les XIe et XIIIe siècles) l'apparition des condaghes qui sont des documents administratifs compilés en sarde.

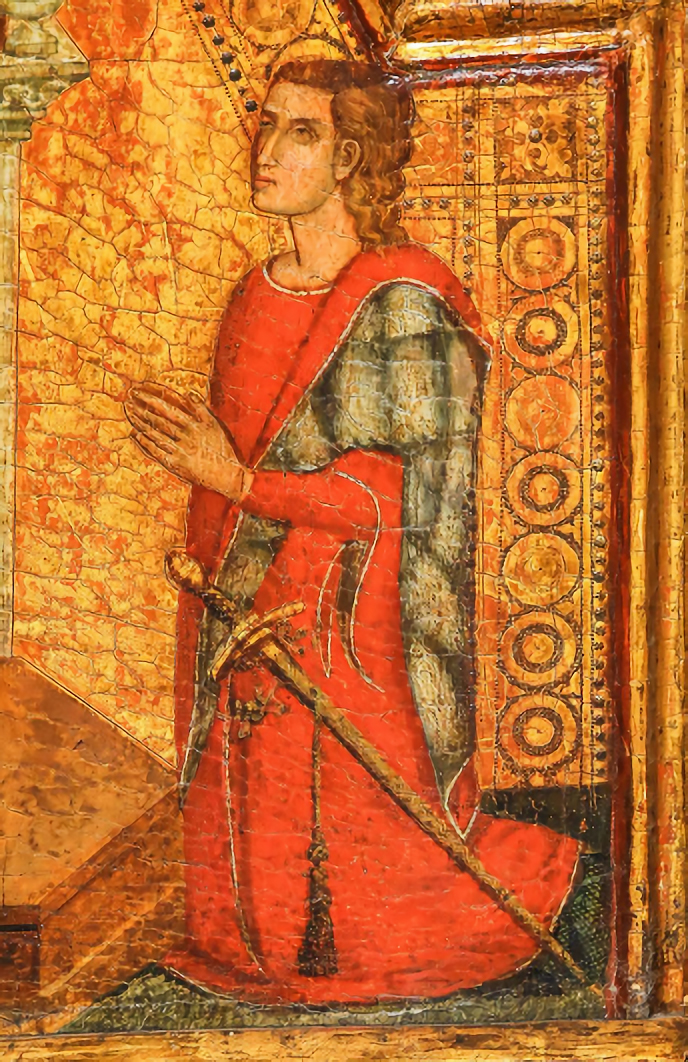
Mariano IV d'Arborée.
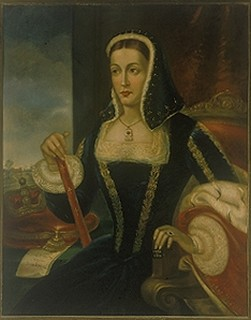
Éléonore d’Arborée.

Sous la papauté byzantine, l’Église de Sardaigne connaissait le rite latin tout autant que le rite byzantin et se trouvait, depuis le pape Grégoire Ier, dans l’obédience de l’Église de Rome : après la séparation des Églises d'Orient et d'Occident au XIe siècle, le rite latin se répand dans toute l’île tandis que le byzantin disparaît, sauf chez les moines basiliens, très minoritaires. À partir de 1100 environ, on observe la multiplication des églises et monastères. C’est également à partir de là que la mentalité féodale est importée dans l’île par la fin de l’isolement que connaissait la Sardaigne jusqu’alors. En effet, jusque-là l’isolement de la Sardaigne la protégeait de l’arrivée de seigneurs plus ou moins riches et puissants, qui souhaitaient obtenir du pouvoir, en concurrençant, pour ainsi dire, le pouvoir en place. Ainsi, les châteaux et autres forteresses font leur apparition, au profit des « seigneurs féodaux venus du continent, les Malaspina et les Doria en particulier ».
C’est à partir de cette période que la Sardaigne joue un rôle important dans la politique européenne, comme le montrent les multiples contacts avec les régnants d’Europe et, en particulier, le Judicat d’Arborée, ce dernier étant le plus influent et celui qui reste en place le plus longtemps, jusqu’au 29 mars 1410, date de sa capitulation. Un document de cette période, écrit par Mieszko Ier de Pologne et destiné au pape Jean XV, prouve que les Judicats étaient connus de la « lointaine Pologne et qu’ils devaient donc avoir un rôle de grand prestige dans l’Europe médiévale ».
Eléonore d'Arborée, qui est à la tête du Judicat d’Arborée, va mettre en place le premier code civil de ce type en Europe, la Carta de Logu (it) (La Charte du Lieu). Cette loi dont la « date de promulgation est incertaine, [a été faite] certainement avant 1392 », et reste en vigueur jusqu’en 1827. Cet acte en fait l’un des personnages politiques sardes important de cette époque.

#### Domination de Pise et de Gênes

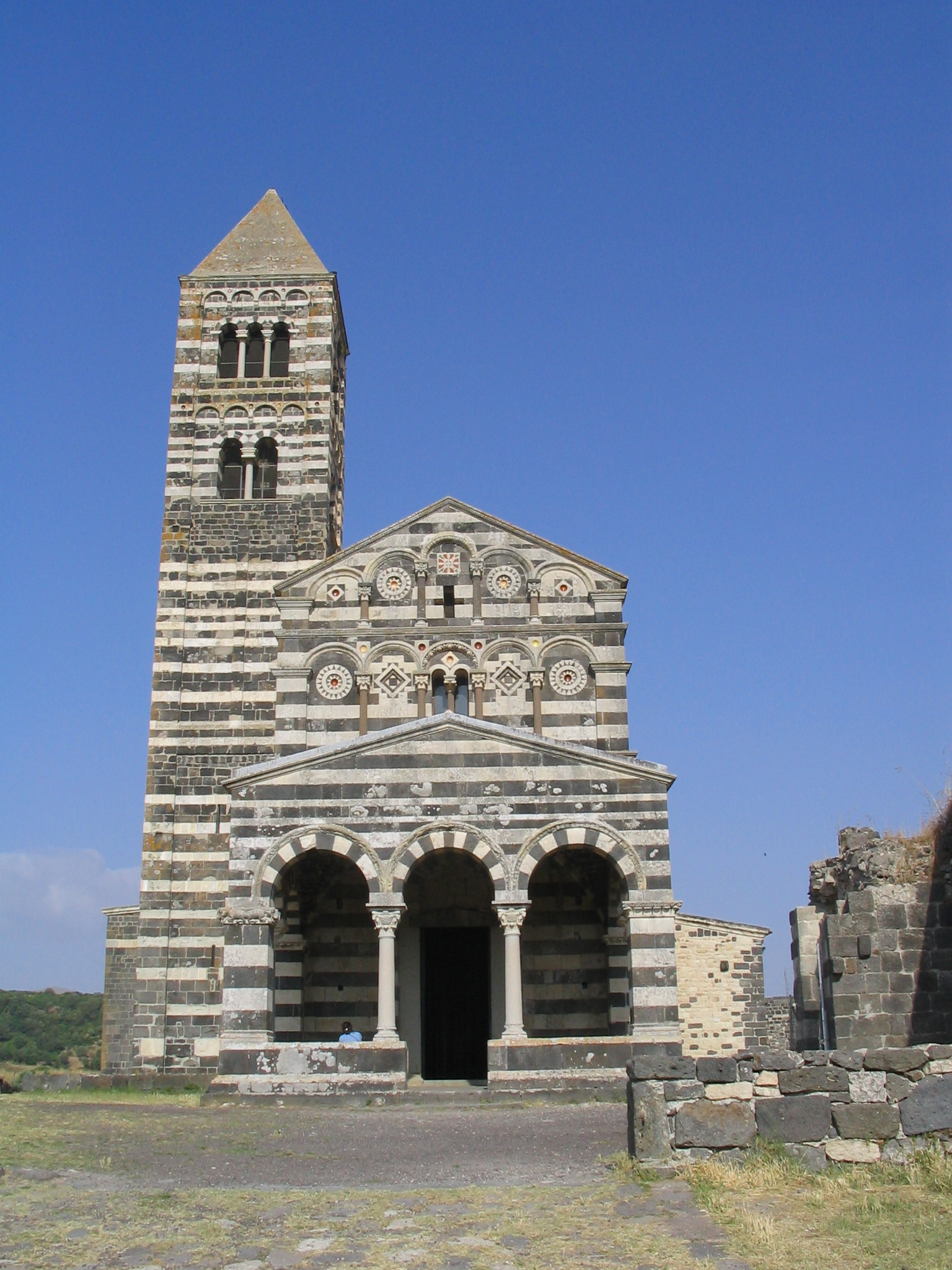
Les nombreuses églises de style roman (ici la basilique de Saccargia) témoignent de l'influence de Pise au Moyen Âge.

Alors que Mujāhid al-‘Āmirī dit Museto (ou Mugetto) s’empare de la Sardaigne en 1015.
En 1017, « il abandonne cette conquête, dès qu’il apprend l’arrivée des chrétiens avec une flotte puissante », menée par Pise et Gênes, qui, sollicités par le pape, s’allient pour chasser les troupes arabes.
Par la suite les deux libérateurs s’intéressent à l’île et interfèrent dans son gouvernement. C’est durant cette période que Pise monte en puissance dans son rôle de port principal de la mer Tyrrhénienne et de centre des échanges commerciaux grâce, entre autres, à l’emplacement idéal de la Sardaigne.
L’ingérence politique de Pise et de Gênes sur les rois juges dura du XIe au XIVe siècle, en se transformant lentement en protectorat, pour aboutir en domination. Ces deux puissances maritimes ne cessent pas de s’opposer afin de « tenir la Sardaigne constamment divisée, afin de dominer seul. La politique des papes était d’opposer toujours les Génois aux Pisans, d’appuyer toujours la partie la plus faible, contre la partie la plus forte ». Les familles des deux cités se disputent alors soit les territoires, soit les places de juge des différents Judicats. En 1258, le Judicat de Cagliari disparaît, pris par les Pisans. Ainsi, en 1265, Mariano de Serra est « l’unique Sarde investi d’une charge de gouvernement dans une île tombée entièrement au pouvoir d’étrangers ».
Le règne d'Arborée, plus fort et mieux organisé que les autres, reste indépendant. Il défend en effet avec force son indépendance, et en 1323, l'Arborée s'allie à l'espagnol Jacques II d'Aragon pour une campagne militaire contre Pise et Gênes qui aura pour fin de créer le royaume de Sardaigne.

#### Domination aragonaise
- Situation politique en Sardaigne au début du 14e siècle, juste avant l'invasion aragonaise : 
 République de Pise
 Doria
 Commune de Sassari
 Della Gherardesca 
 Malaspina
 Judicat d'Arborée

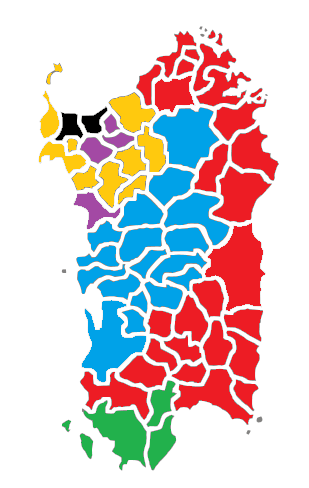
Situation politique en Sardaigne au début du 14e siècle, juste avant l'invasion aragonaise : République de Pise Doria Commune de Sassari Della Gherardesca Malaspina Judicat d'Arborée
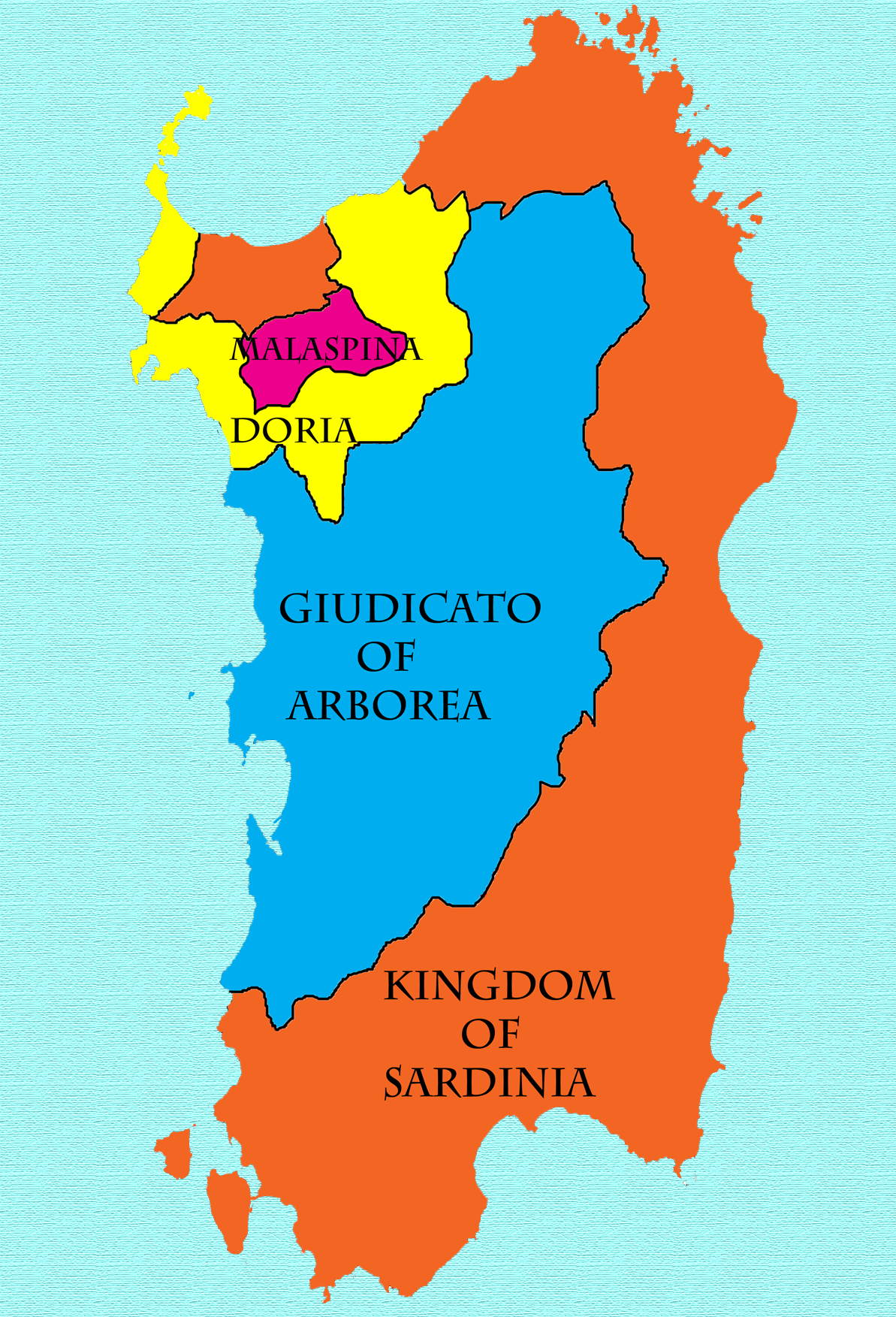
Situation politique en Sardaigne après la capitulation de Pise en juin 1326
Le Judicat d’Arborée face à la couronne d’Aragon avant 1410

Avec la conquête des Judicats de Cagliari et de Gallura, le pape Boniface VIII crée le royaume de Sardaigne et de Corse (Regnum Sardiniæ et Corsicæ) le 4 avril 1297, afin de pacifier les conflits en Sicile entre la couronne d’Aragon et la maison d’Anjou. La paix de Caltabellotta, est donc signée le 19 août 1302. Fort de l’appui du pape et du Judicat d'Arborée, la force aragonaise commence les opérations militaires contre les Pisans de Cagliari et de Gallura, le 18 avril 1323 dans la campagne de sainte Catherine entre Villanovaforru et Sanluri. C’est le 20 juillet 1324, avec la prise du château de Cagliari, que le royaume de Sardaigne et de Corse est définitivement instauré. La commune de Sassari, qui deux ans avant avait choisi de s'allier avec les Aragonais, le 21 juillet 1325 se rebelle face au nouveau pouvoir, et réussit à devenir indépendante pendant une année. Le 26 septembre 1329, une seconde révolte éclate et est sauvagement réprimée.
En 1354, c’est au tour d’Alghero de devenir aragonaise, qui reste encore aujourd’hui fortement catalane. Entre février et avril 1355 le premier Cortès (parlement) est réuni, ce qui aboutit en juillet à la paix de Sanluri entre les deux parties. La défaite des autres Judicats, et le retrait partiel du roi d’Aragon permet au Judicat d’Arborée, encore autonome, de connaître une expansion importante, et réunit quasiment toute la Sardaigne (voir carte ci-contre).
Mais en 1383, « les insulaires ne pouvant plus supporter la domination tyrannique du juge d’Arboréa » assassinent Hugues III d’Arborée. « La mort en janvier 1387 du Cérémonieux implique une pause forcée de réflexions […], on avance vers la paix entre Catalans et Arboréens ». Ainsi en 1388 la paix sarde est signée entre les deux parties. Cependant cette paix est courte, et le 30 juin 1409 l'armée du Judicat d’Arborée est vaincue à Sanluri par les troupes de Martin Ier d’Aragon. Dix ans après, vient la décision de Guillaume II alors juge du Judicat, de vendre les derniers territoires pour 100 000 florins, et ainsi l’unification presque totale de la Sardaigne sous la bannière du roi d’Aragon. En fait, il a fallu attendre 1448 pour la conquête de la ville de Castelsardo, contrôlée par la famille Doria, et 1767-69 pour l'annexion de l'archipel de La Maddalena par Charles-Emmanuel III.
La Sardaigne a un statut spécial dans le Royaume aragonais, et dépend directement du roi, ce qui lui confère une certaine autonomie. L’île s’organise politiquement sous forme d’un parlement, les Cortès, « où les trois ordres de la nation avaient chacun leur représentation », ecclésiastique, militaire et royal. Ce dernier correspond aux représentants des villes. Les couleurs de la couronne d’Aragon restent présentes en Sardaigne, jusqu’à ce que Ferdinand II d’Aragon, en 1479, crée la couronne d’Espagne.
En 1492, les Juifs sont expulsés de Sardaigne de par le décret de l'Alhambra qui entraine l'expulsion des Juifs d'Espagne et des possessions espagnoles comme la Sardaigne, qui y étaient présents depuis Tibère.
La présence catalano-aragonaise va fortement influencer les coutumes sardes. La langue sarde en est un exemple, car le catalan devient la langue officielle de Sardaigne et ainsi laisse des traces qui « restent intactes encore aujourd’hui », notamment à Alghero, port du Nord-Ouest de l'île. Les historiens ont d’ailleurs retrouvé plusieurs documents en espagnol qui ont permis de faire apparaître certaines mœurs de l'époque. il y a, par exemple, un document de 1678 qui relate un procès pour « faits de sorcellerie et de mauvaise moralité ».

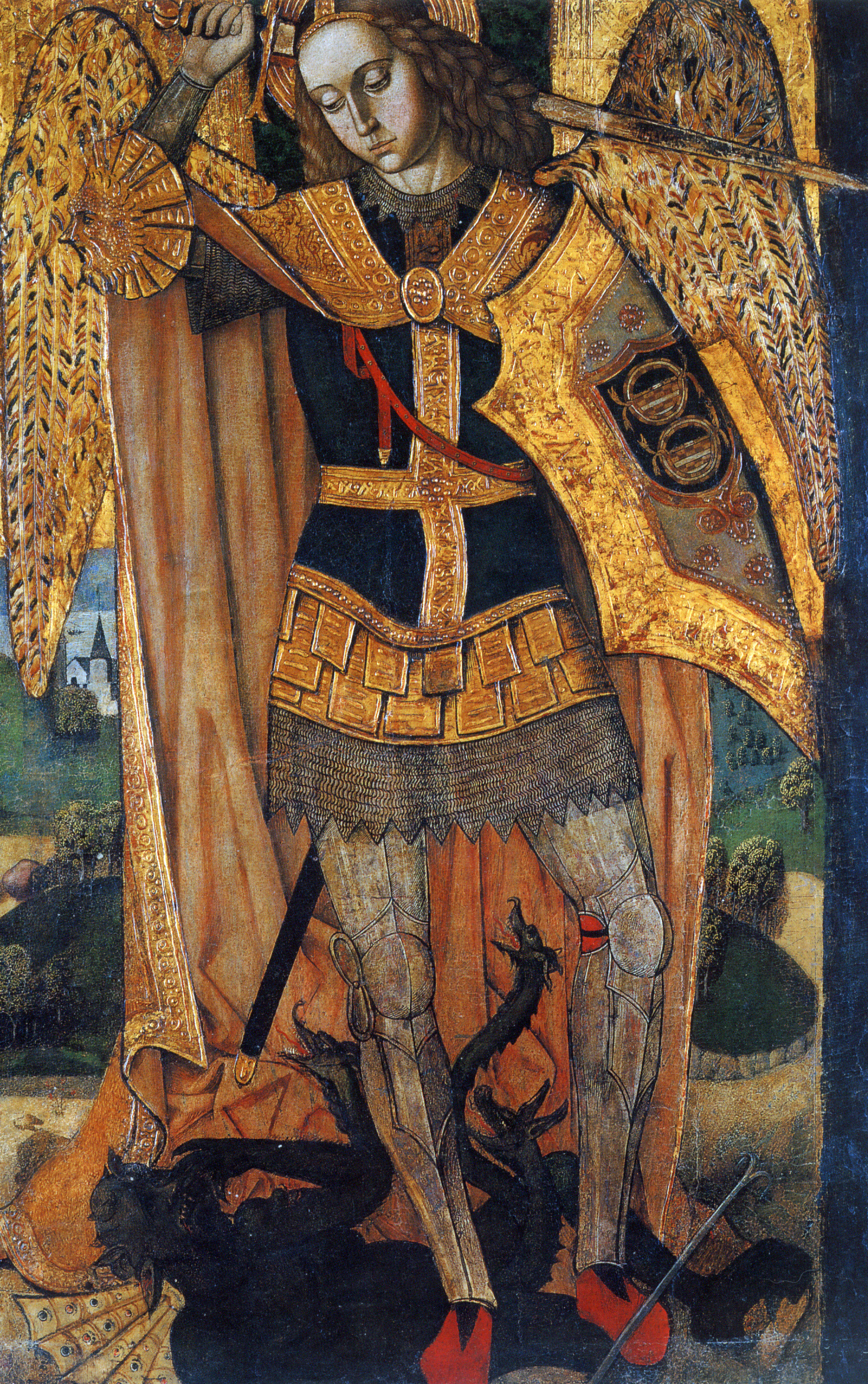
Tableau d’un maître d’art sarde, le Maestro di Castelsardo, du XVIe siècle.
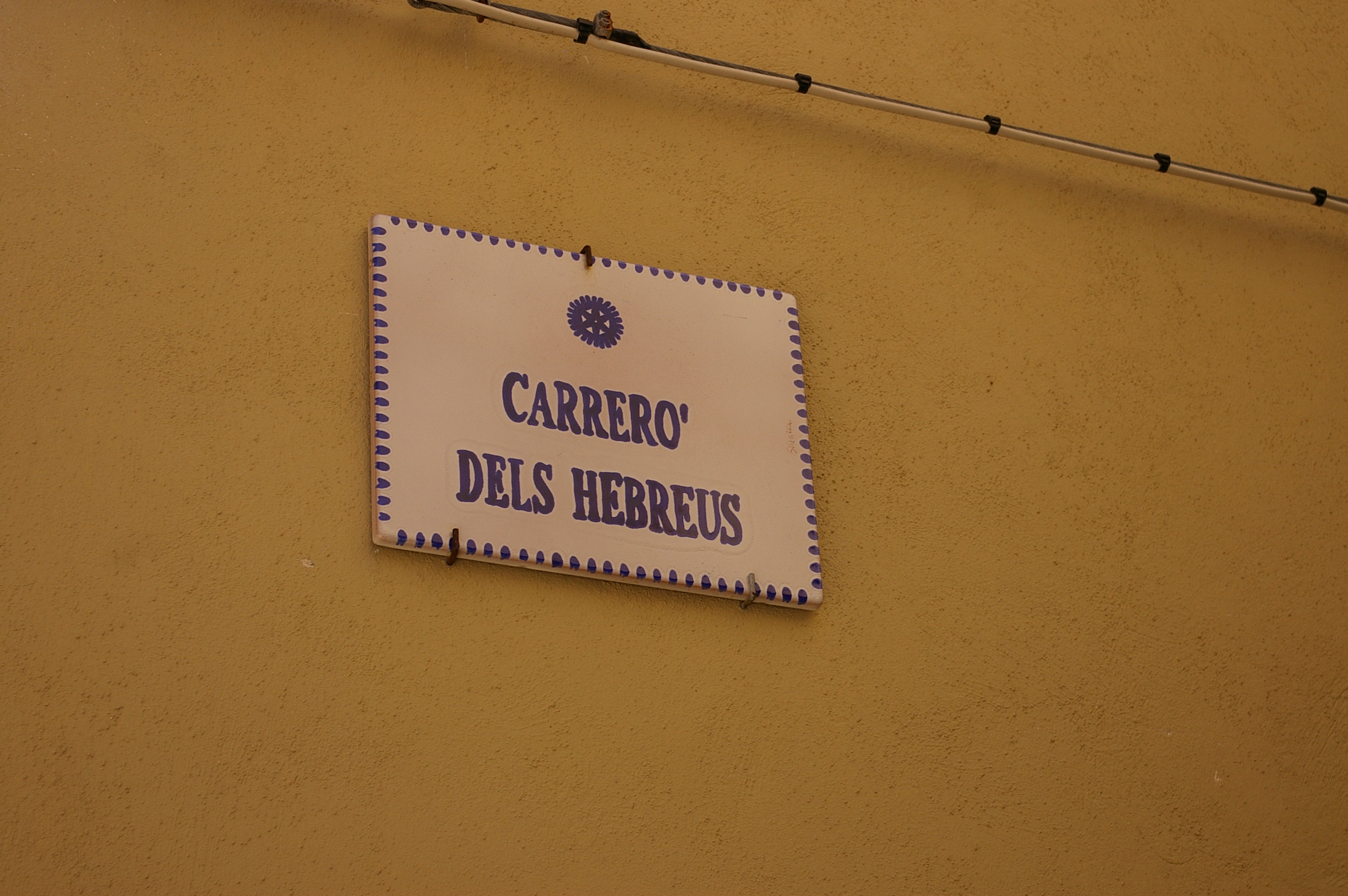
Témoignage de la présence juive en Sardaigne : plaque (rédigée en catalan) de la rue des Juifs à Alghero

### Époque moderne et contemporaine
La couronne d’Aragon, et donc la Sardaigne, passe au XVIe siècle, aux mains de Charles Quint, mais reste tout de même indépendante.
La guerre de Succession d’Espagne fait passer en 1708 la Sardaigne sous la domination de la maison d’Autriche, mais est rapidement récupérée en 1717 par Philippe V d’Espagne (conquête espagnole de la Sardaigne).
C’est à cette époque que les destins sarde et italien se rejoignent définitivement. Mais le royaume de Sardaigne reste au cœur de la politique italienne et européenne, par son rôle dans l’unification italienne, et sa relation internationale, en particulier celle qu’elle entretient avec la France.

#### Le royaume de Sardaigne de 1720

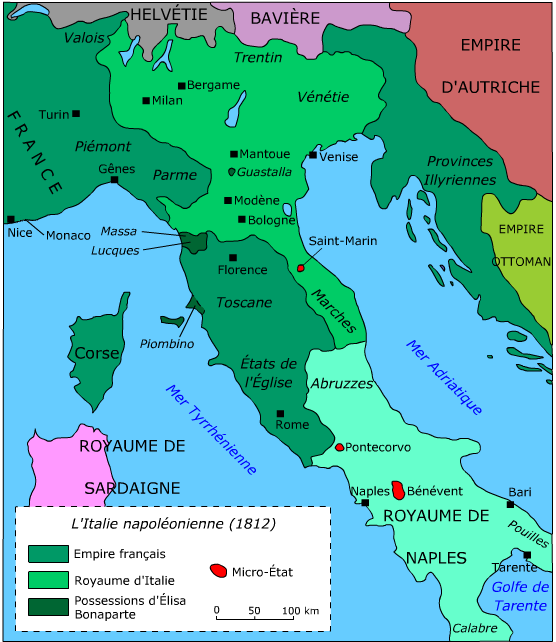
Le Le royaume de Sardaigne et son contexte géopolitique en 1812.

C’est à la signature du traité de Londres en 1718, que Victor-Amédée II de Savoie échange la Sicile à la Sardaigne. Cet accord prend effet en 1720.
Le royaume de Sardaigne, à partir de cette date, comprend les États de Savoie, le Piémont, le comté de Nice et bien sûr l’île sarde en son entier. Plus tard, après l’annexion du Piémont par la France en 1802, il est récupéré en 1815 ainsi que Gênes.

#### L'expédition française contre la Sardaigne
En 1793 a lieu une tentative d’invasion de la Sardaigne par les Français (Expédition de Sardaigne), qui échoue grâce à la mobilisation presque spontanée du peuple sarde.
Arrivée à Cagliari, la flotte de l’amiral Truguet bombarde la ville pendant trois jours en janvier 1793, puis fait une tentative de débarquement, rentre à Toulon, avant de revenir le mois suivant. Une nouvelle tentative de débarquement, sous le commandement du général Casabianca, échoue à la suite d'une résistance vigoureuse des Sardes ainsi que par l'insubordination des troupes françaises.
L'autre partie de l'assaut est surtout une opération de diversion.
Pascal Paoli envoie le colonel Colonna Cesari sur l'île de Santo Stefano, dans l'archipel de La Maddalena, tout au nord de la Sardaigne, récupérer le 22 février des magasins de munitions importants, ce qui permet au lieutenant-colonel d'artillerie Napoléon Bonaparte d'installer ses canons face à La Maddalena , principale bourgade de l'archipel pour la pilonner le 24 février, suscitant la panique dans la population puis la création d'un mouvement de résistance sarde d'environ 200 hommes, en majorité des bergers, organisés par Domenico Millelire, qui vont créer une "marine sarde" de résistance, composée de petits bateaux. Dès le 25 février, les marins de La Fauvette veulent lever l'ancre puis se mutinent quand le colonel Colonna Cesari tente de les reprendre en main , obligeant ce dernier à décider de battre en retraite, en abandonnant les trois pièces d'artillerie de Bonaparte. Les Français sont ainsi revenus en Corse dès le 27 février.

#### La Révolution sarde d'avril 1794
Peu après, la classe dirigeante de l’île, frustrée par le centralisme savoyard, se révolte, à la suite du refus de Victor-Amédée III de prendre en considération les propositions statutaires des états généraux sardes, les Stamenti (Estamentos en espagnol).

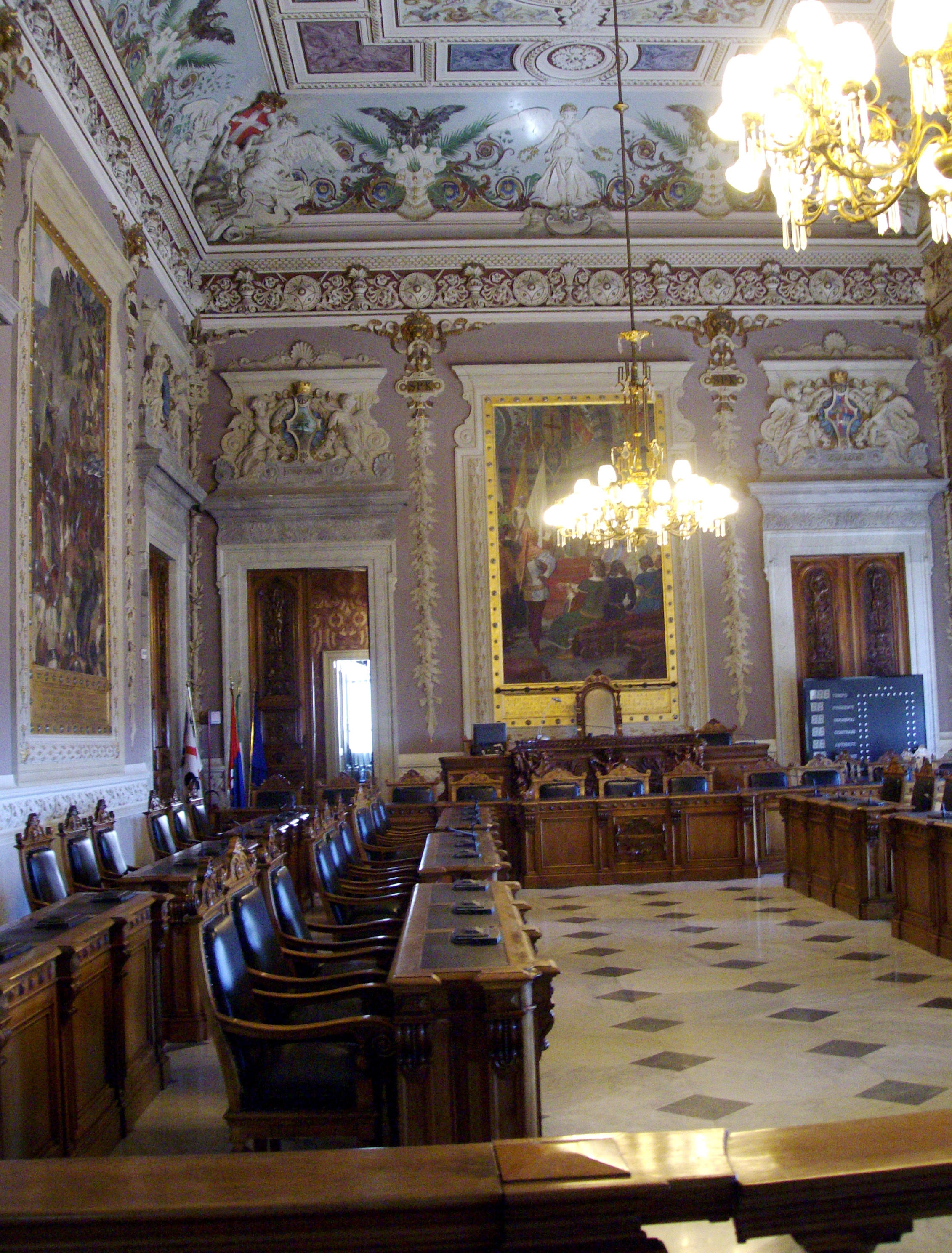
Palais royal de Cagliari.

Le 28 avril 1794 une révolution éclate donc, qui a d’abord pour conséquence d’expulser les fonctionnaires piémontais de Cagliari. Au retour du vice-roi, les seigneurs du nord de l'île, notamment de Sassari, ont saisi l'occasion pour réclamer l'autonomie du Sud. Alors que les nobles cagliaritains avaient suscité la révolte populaire dans le Nord et que cette situation menace de dégénérer, les Piémontais décident d'envoyer Giovanni Maria Angioy, un officier qui avait déjà battu les Français, avec le titre de « Alternos » c'est-à-dire représentant du Vice-Roi, à Sassari. Ainsi, Angioy essaya en vain de réconcilier les différentes factions, mais étant conscient de l'absence de soutien de Cagliari et du gouvernement, il tente de convaincre les Français d'annexer l'île, alors que l’arrivée des troupes françaises au Piémont en 1796, fait apparaître une révolte républicaine anti-piémontaise.
Ayant perdu tout espoir d'un soutien extérieur français après l'armistice de Cherasco du 26 avril, il essaya alors une révolte anti-féodale pour fonder une république, mais est abandonné par la majorité de ses partisans près d’Oristano, parce que le Roi a accepté les demandes formulées en 1794. Angioy s'enfuit à Paris, où il mourut quelques années plus tard. « Les révolutionnaires français, échaudés par ce fiasco de 1793, refusèrent alors d’aider le révolutionnaire sarde Giovanni Maria Angioy, qui dut s’exiler à Paris ». La maison de Savoie reprend alors le contrôle de l’île et réprime très durement les subversifs.
Ainsi, à la création de la République piémontaise, le 3 mars 1799, le roi Charles-Emmanuel IV arrive à Cagliari. Le 4 juin 1802, Charles-Emmanuel IV cède son trône à Victor-Emmanuel Ier. La famille royale restera sur l'île jusqu'en 1814. En effet, le 11 septembre 1802, « le Piémont fut formellement réuni à la France ».

#### Le décret du 30 novembre 1847
Le décret du 30 novembre 1847 prononça l’union et l’assimilation de la Sardaigne avec les États continentaux  (le Piémont, la Savoie et la Ligurie) et entraîne le déplacement des instances dirigeantes au palais royal de Turin. Cette fusion inquiète les populations sardes soucieuses de préserver leur autonomie. Elles font connaître au roi leur préoccupation en envoyant à Turin une délégation protestant contre la fusion. À son départ de Sardaigne, on peut lire un manifeste proclamant : « Vive la ligue italienne/Et les nouvelles réformes/Mort aux jésuites et aux Piémontais: voici le moment désiré/De la génération sarde »,. Mais les Piémontais passent outre et la fusion est acquise. Et ainsi débute, en 1848, la guerre d’indépendance voulue par le roi de Sardaigne, dans un but unificateur pour l’Italie, le Risorgimento. Dans cette perspective les Sardes participent à la guerre de Crimée en 1855.

#### Le royaume d’Italie
Après le traité de Turin (1860) initié par Camillo Cavour, et l’expédition des Mille mené par Giuseppe Garibaldi, il faut attendre 1861 pour que le royaume d’Italie soit proclamé par le roi de Sardaigne. L’île est à partir de là mise au second plan de la scène politique internationale. Alors que la situation économique de l’île a de lourdes difficultés, on voit quelques améliorations (exploitation de mines, réseau routier…) qui ont cependant des effets limités. D'ailleurs, « les différents gouvernements qui se sont succédé depuis la réalisation de l’unité italienne, ont été confrontés à des situations explosives dans le Mezzogiorno et, au fur et à mesure que progresse l’industrialisation, dans le Nord ». Ainsi, l'unification « laissait un grand nombre de problèmes non résolus, comme les profondes inégalités sociales et la fracture des mentalités et des économies entre le Nord et le Midi ». Également, « la Sardaigne [a un] nombre de suicides insignifiants en 1864-1876, si bien qu'on peut négliger [son] rang dans cette période », tandis qu'on constate une nette progression de ce taux en 1894-1914, ce qui révèle le mal-être de l'avant-guerre.
Au début de la Première Guerre mondiale, le royaume d’Italie est neutre, ne souhaitant pas l'entrée en guerre du pays. Ce n'est que le 23 mai 1915 qu'elle s'engage dans le conflit. Dès cette date on trouve de nombreux soldats sardes au combat, dont on note le symbole incontestablement le plus marquant de cette force militaire, la brigade « Sassari ». On dénombre « 13 602 victimes sardes de la Première Guerre mondiale ». À la fin de la guerre, l’Italie annexe des territoires autrichiens, et les Sardes, comme le reste des Italiens, sont déçus de ce peu de bénéfice qu'a engendré la victoire, et ceci en comparaison des pertes humaines. « On a pu dire avec raison des familles sardes que bien peu étaient celles où ne figurât un ou plusieurs morts au champ d'honneur ».
La Sardaigne est donc d'autant plus amère lorsqu'elle constate que « rien ou presque » n'est fait pour son développement économique. C'est ainsi que l'idée autonomiste fait chemin, et que durant l’entre-deux-guerres, le Parti sarde d'action est créé afin de faire valoir les intérêts autonomistes de la Sardaigne, en prenant appui sur les combattants de la brigade « Sassari », qui ont l’expérience d’autres régions italiennes.
Alors qu’au début des années 1920 Antonio Gramsci, né à Ales, est l’un des créateurs du Parti communiste italien, la Sardaigne vit toujours une situation économique précaire. Et ce n’est pas la période fasciste qui suit qui va améliorer les choses. En effet, de par la montée du communisme et la déception de la Première Guerre mondiale, Mussolini créé le Parti fasciste en 1919 qui a un fort poids politique dès les années 1920. Mussolini accède au pouvoir en 1922 après la marche sur Rome, et même s'il veut alors développer la production minière sarde, et y réussit, il en résulte également une exploitation encore plus intense de son peuple.
Bien que la Sardaigne soit relativement protégée des heurts de la Seconde Guerre mondiale, de cette dernière « restent seulement les effrayantes blessures infligées par les bombardements alliés à Cagliari et dans d’autres villes de l’île » de 1943, qui ont comme but de déloger de l’île les garnisons allemandes. Celles-ci seront contraintes de se replier en Corse, qui sera libérée en septembre 1943. L’après-guerre va donc être, comme dans le reste de l’Europe, une période de reconstruction économique.

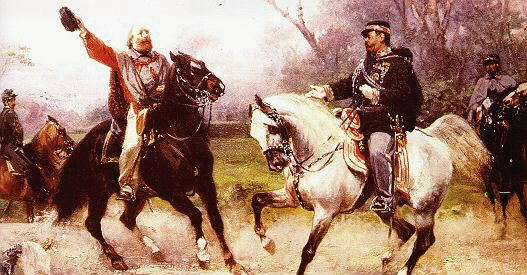
Rencontre entre Garibaldi et Victor-Emmanuel II en 1860.
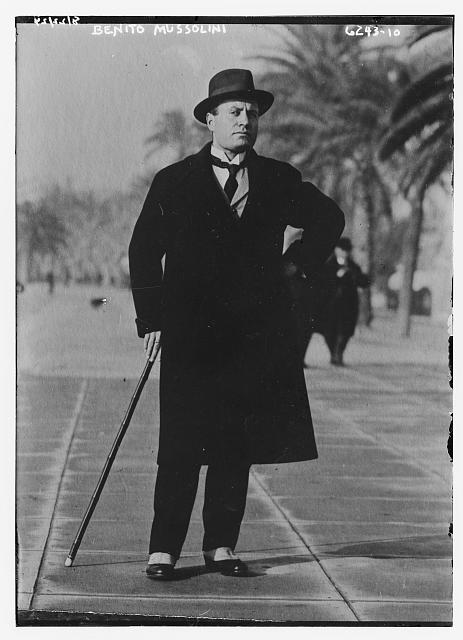
Benito Mussolini.
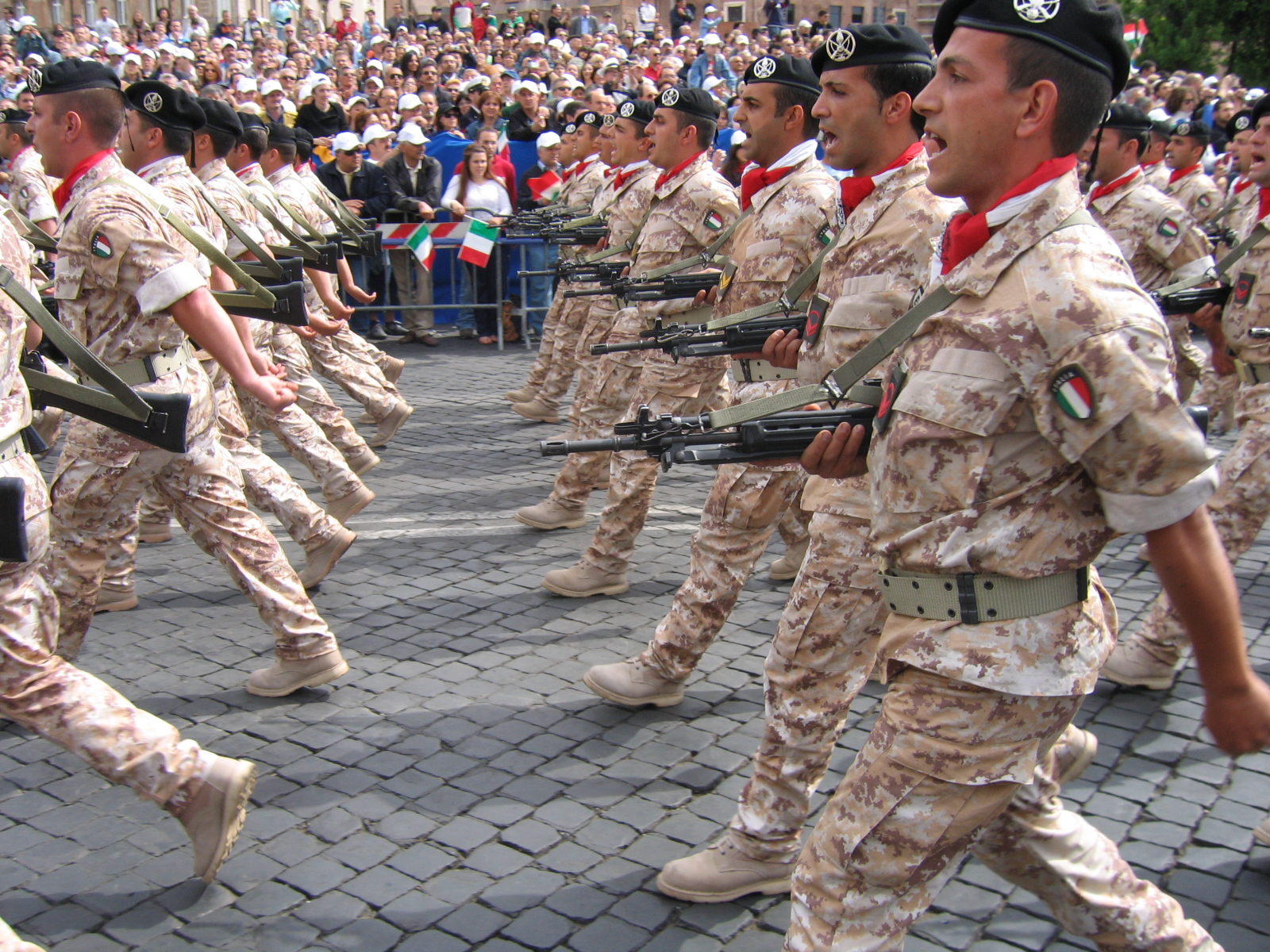
Défilé de la brigade Sassari chantant Dimonios le 2 juin 2006.

#### La République italienne et l’autonomie sarde

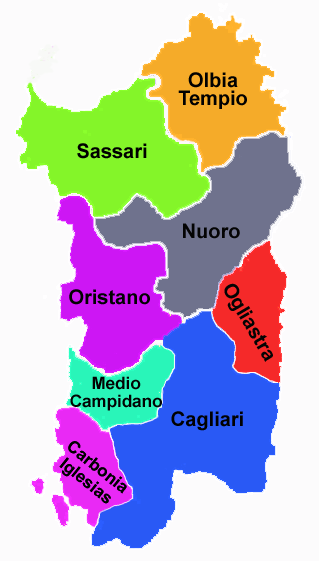
Les provinces sardes s’appliquant à partir de 2005.

Le statut spécial de la Sardaigne est concomitant à la naissance de la république en 1948. On y trouve en effet cinq régions du même type qui « ont été créées dans le but de prévenir tout séparatisme ».
Cette nécessité découle de la faiblesse de l'État italien d'après-guerre qui doit conserver l'unité nationale. « Aussi l’Italie prend-elle en compte aussi bien la volonté d’unification centralisatrice administrative (la monarchie piémontaise d’abord, influencée par le modèle français, puis l’administration mussolinienne) que la définition d’un modèle démocratique composite, ménageant le rôle des corps intermédiaires et des minorités, avec des éléments qui se rapprochent des conceptions communautaristes actuelles ».
La loi constitutionnelle no 3 du 26 février 1948 permet ainsi un transfert du pouvoir national au régional, mais en s’intégrant dans l’unité de la nation : « La Sardaigne avec ses îles est constituée en région autonome […] qui entre dans l’unité politique de la République italienne, une et indivisible ». Ainsi dès 1948, la région s’organise autour de trois provinces (Cagliari, Nuoro et Sassari auxquelles vient s’ajouter plus tard celle d’Oristano) et trois organes des pouvoirs régionaux. L’exécutif est administré par la Junte régionale, le pouvoir législatif par le conseil régional, et enfin le Haut Commissaire (rapidement renommé en président de la Junte ou commission régionale) élu par le conseil pour devenir le représentant de la région sarde. Ce dernier est renommé en 2004 en président de la région.
Le droit de légiférer au sein de la République italienne est limité à des domaines qui concernent exclusivement la région (notamment l’organisation des administrations locales par exemple), ou des domaines plus vastes mais qui doivent alors respecter les « principes établis par la loi de l’État » (exemple de l’assistance publique). En 2001, la loi régionale no 9 ajoute quatre provinces à celles préexistantes. Ainsi les provinces d'Olbia-Tempio, de l'Ogliastra, de Carbonia-Iglesias, et du Medio Campidano prennent effet en mai 2005.
La loi initiale de 1948 va être revue à plusieurs reprises. En 1972 (le conseil régional est élu pour cinq ans au lieu de quatre), en 1983 (une série de changement sur les « règles pour la coordination de la finance de la région »), en 1986 (précise l’article 16 en donnant le nombre de conseillers régionaux), en 1989 (détermine la durée d’installation des conseils régionaux), 1993 (intégrations aux statuts spéciaux), 2001 (dispositions concernant l’élection directe du président de la région).

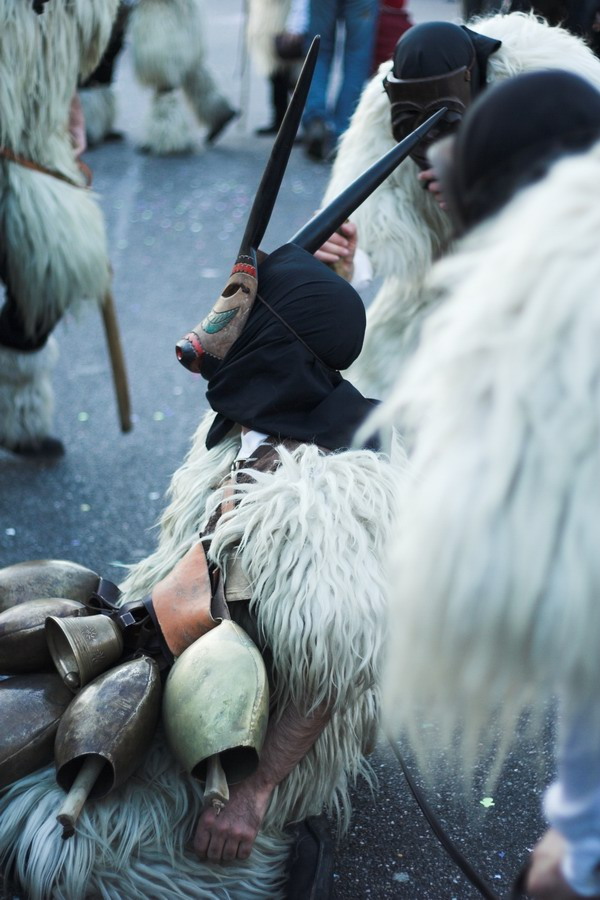
Costume de carnaval d'Ottana, Sardaigne.
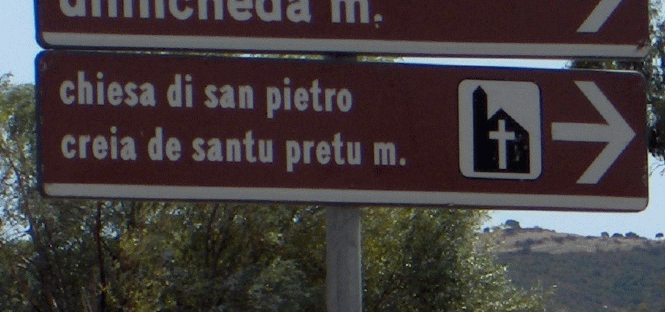
Signalisation locale bilingue en italien et en sarde.

#### Sardaigne
- Sardaigne
- Économie de la Sardaigne (it)

#### Préhistoire
- Préhistoire de la Sardaigne
- Liste des sites archéologiques proto-historiques de Sardaigne (de)
- Culture de la céramique cardiale (6000-4000)
- Culture de Saint-Cyriaque (en) (4500-4000, Terralba)
- Culture d'Arzachena (4300-3700)
- Culture d'Ozieri (4300-3700)
- Culture de Bonu Ighinu (en) (4000 -3400)
- Culture de Monte Claro (en) (2400-2100)
- Culture campaniforme en Sardaigne (en) (2100-1800)
- Culture de Bonnanaro (1800-1600)
- Culture d'Abealzu-Filigosa (2500-1800)
- Culture torréenne (1600-1000)
- Culture nuragique (1600-250) (âges du bronze et du fer)
  - Culture de Bonnanaro
  - Culture de la céramique à peigne et protogéométrique
  - Mégalithisme en Sardaigne (it)
  - Statuaire prénuragique et nuragique (it)
  - Bronze nuragique

#### Antiquité
- Proto-Sardes (it), Sardes, Ligures
- Liste d'anceinnes tribus de Corse et de Sardaigne (en)
- Langue sarde, paléosarde, sarde logudorais, italien sarde (it)
- Colonies
  - grecques
  - carthaginoises
  - étrusques
- Sardaigne phénico-punique (it)
- Traités entre Rome et Carthage (509, 348, 306, 279-278)
- Guerres puniques (264-146)
- Province romaine de Corse-Sardaigne (de -238 à 455)
- Trésor de Lava (200-300)
- Empire romain d'Occident (395-469/476)
- Gouverneurs romains de la Sardaigne et de la Corse (it)

#### Moyen-Âge
- Sardaigne vandale (it) (469-534), guerre des Vandales (533-534)
- Sardaigne byzantine (it) (534/599-vers 1050, Exarchat de Carthage), églises byzantines en Sardaigne (it)
- Tours côtières de Sardaigne (it)
- Guerres arabo-byzantines (629-1180)
- Guerres byzantino-lombardes (578-751)
- Influence lombarde (712-725/750)
- Conquête musulmane de la Sardaigne (710-718, 1015-1016)
- Judicats (900-1250) : d'Arborée, de Cagliari, de Gallura, de Logudoro
- Sardaigne noble et municipale (it) (1250c-1320c)
- Conquête de la Sardaigne par les Aragonais (1323-1326)
- Royaume de Sardaigne (1324-1713) (Aragon)
- Guerre sardo-aragonaise (en) (1353-1420)
- Vice-roi de Sardaigne

#### Époque moderne
- Royaume de Sardaigne (1713-1720) (Autriche)
- Royaume de Sardaigne (1720-1861) (États de Savoie))
- Mappe sarde, documents cadastraux topographiques savoyards du 18ème
- Expédition de Sardaigne (1793, France)
- Vêpres sardes (it) (1793-1796)
- Nationalisme sarde
- Giovanni Maria Angioy (1751-1808)

#### Époque contemporaine
- Risorgimento (1820-1870, unification italienne)
- Hymne sarde (vers 1830)
- Historiae patriae monumenta (1836 et 1901)
- Participation sarde à la guerre de Crimée
- Traité de Turin (1860)
- Royaume d'Italie (1861-1946)
- Histoire de la Sardaigne contemporaine (it) (1861-présent)
- Italianisation
- Liste des présidents de la Sardaigne

- Modèle:Bombardements alliés de Cagliari (1940-1943)
- Région autonome de Sardaigne (1948)
- Incendie de Curraggia (1983)
- Tempête Cleopatra (2013)

- Musées en Sardaigne (it)
- Littérature de Sardaigne (it), théâtres de Sardaigne (it), musique sarde
- Liste de gens célèbres de Sardaigne (en)
- Histoire minière de Sardaigne
- Histoire des Juifs en Sardaigne (en)
  - communauté hébraïque de Cagliari (it), d'Alghero (it)
- Tourisme en Sardaigne

#### Région
- Histoire du bassin méditerranéen
- Histoire de l’Italie
- Comptoirs italiens en mer Noire et en Méditerranée
- Histoire de la Corse
- Histoire de la Savoie

### Sources et bibliographie
Certains paragraphes sont issus de la traduction d’une partie d’articles provenant de Storia della Sardegna du Wikipédia Italie. Vous pouvez consulter leurs auteurs en consultant les historiques.
- (it) Giovanni Lilliu, La civiltà dei Sardi dal Paleolitico all'età dei nuraghi, Nuoro, Il Maestrale, 2004  (ISBN 88-86109-73-3).
- (it) Giovanni Ugas, L'alba dei nuraghi, Cagliari, Fabula Editore, 2005  (ISBN 978-88-89661-00-0).
- (it) Francesco Cesare Casula, La Storia di Sardegna, Sassari, Delfino, 1994.
- (it) Francesco Cesare Casula, Sintesi de La storia di Sardegna, Éd. C. Delfino, 2002. Sassari.  (ISBN 88-7138-324-9).
- (it) Maria Luisa Cojana, Daniela Fadda, Giuseppe Murru, Roberto Pili, Almanacco scolostico della Sardegna, Éd. EdiSar, Cagliari, 1992.  (ISBN 88-86004-11-7).
- (it) Pietro Martini, Storia delle invasioni degli Arabi e delle piraterie dei barbeschi in Sardegna, A. Timon, Cagliari, 1861.
- (it) Bruno Anatra, La Sardegna dall’unificazione Aragonese ai Savoia, Utet Libreria, Turin, 1987  (ISBN 88-7750-174-X).
- Fernand Hayward et Jean Imbert, Sardaigne terre de lumière, Nouvelles éditions latines, 1956, Paris  (ISBN 2-7233-1099-X).
- Auguste Boullier, L’Île de Sardaigne : description, histoire, statistique, mœurs, état social, E. Dentu, Paris, 1865.
- Jean-François Mimaut, Histoire de Sardaigne, ou La Sardaigne ancienne et moderne, considérée dans ses lois, sa topographie, ses productions et ses mœurs, 1825.